# Bletchley Park

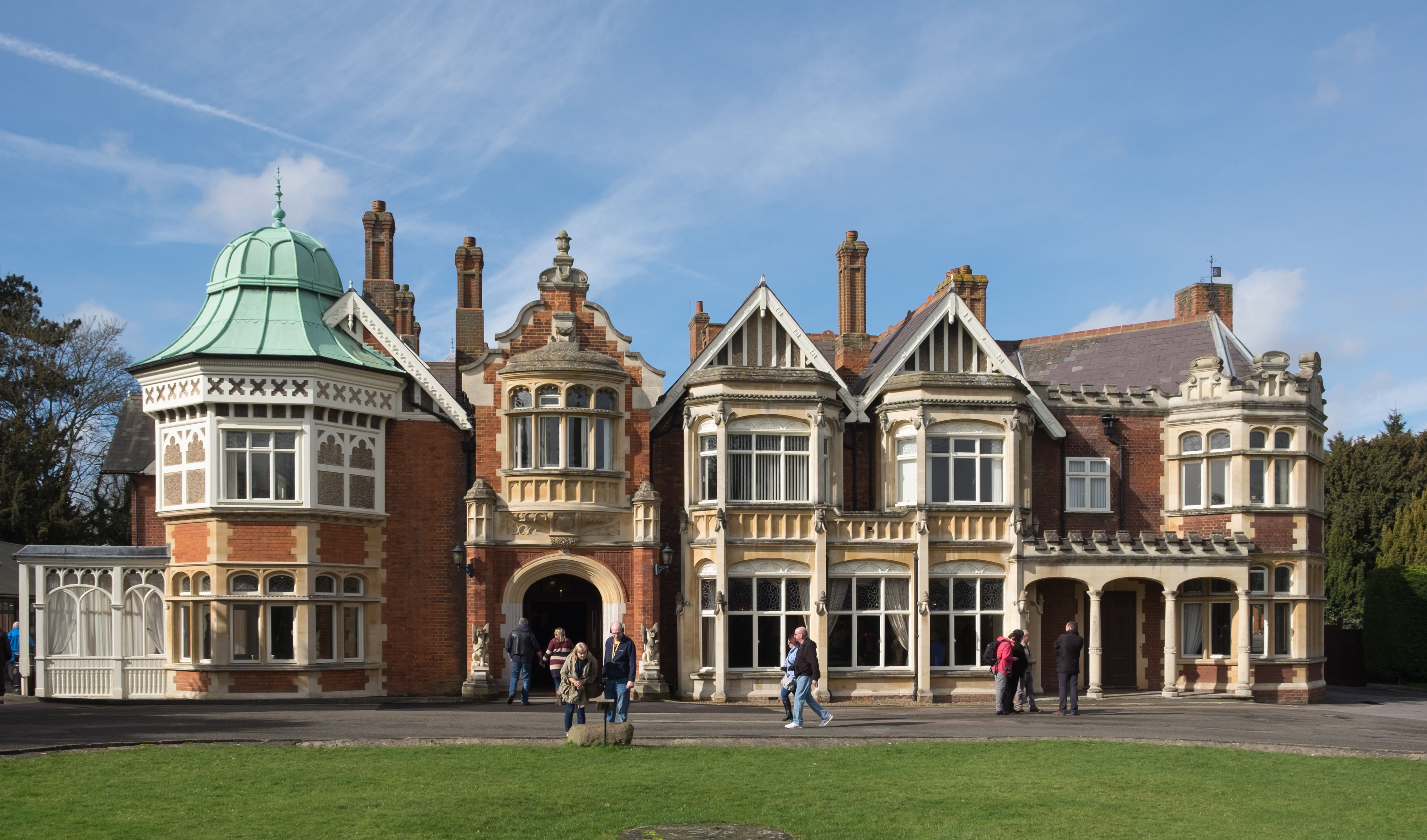
Bletchley Park Mansion.

Bletchley Park est un domaine situé dans la ville de Bletchley (faisant partie depuis 1967 de l'agglomération de Milton Keynes), dans le Buckinghamshire, dans le centre de l'Angleterre, et géré par le Bletchley Park Trust, en tant que site historique. Le site abrite actuellement le National Museum of Computing (musée national de l'informatique), des bureaux d'entreprises et plusieurs attractions.

## Historique du site
Pendant la Seconde Guerre mondiale, Bletchley Park fut le principal site de décryptage du Royaume-Uni, le Government Code and Cypher School (GC&CS), où les chiffres et les codes de plusieurs pays de l'Axe étaient déchiffrés, dont ceux de la machine allemande Enigma et de la machine de Lorenz.
Les initiés surnomment le site « BP »,. L'affectation navale des Wrens (Women's Royal Naval Service), recrues féminines de la Royal Navy, embarquées à Bletchley Park était HMS Pembroke V.
Bletchley Park hébergeait une station secrète d'interception radio, mais aussi une station d'émission. L'interception sera déplacée vers des lieux présentant une meilleure réception. Le nom de guerre de la station est Station X ; London Signals Intelligence Centre et Communications Headquarters. Après la guerre, le GC&CS est rebaptisé GCHQ, Government Communications Headquarters (quartier général des transmissions d'État), nom qu'il porte toujours.
Le renseignement de haut vol obtenu à Bletchley Park, baptisé Ultra, est une composante cruciale de l'effort de guerre des Alliés. Sir Harry Hinsley, vétéran de Bletchley et historien officiel du renseignement britannique pendant la Seconde Guerre mondiale, déclare qu’Ultra aurait raccourci la guerre de deux à quatre ans et que, sans Ultra, l'issue de la guerre aurait été incertaine.
Le site est aujourd'hui administré par le Bletchley Park Trust. L'un des locataires est l'entreprise BPSIC (Bletchley Park Science and Innovation Centre), qui fournit un revenu de location à la fiducie en échange de bureaux et de services aux jeunes entreprises innovantes. Le BPSIC occupe une partie des anciens bâtiments des « casseurs de codes » et a contribué à les moderniser.
Organisation indépendante et bénévole, le Musée national de l'informatique loue un espace à la fiducie pour abriter sa collection d'ordinateurs historiques. Ouvert au public, le musée est géré par le Codes and Ciphers Heritage Trust (fiducie historique des codes et chiffres), organisme indépendant et de bienfaisance, qui ne reçoit aucun financement du gouvernement ou de la région.

## Avant la Seconde Guerre mondiale
Les terres du domaine de Bletchley Park faisaient partie de la seigneurie d’Eaton, inclus dans le Domesday Book en 1086. Browne Willis construit un manoir en 1711 ; le manoir est démoli par Thomas Harrison, quand il acquiert la propriété en 1793. Le domaine est pour la première fois baptisé Bletchley Park lorsque Samuel Lipscomb Seckham l'achète en 1877. La propriété est vendue, le 4 juin 1883, à Sir Herbert Samuel Leon (1850-1926), financier et député libéral. Leon transforme la ferme qui devient le manoir actuel.
Le style architectural mélange le gothique victorien, le Tudor et le baroque néerlandais. Il a fait l'objet de commentaires perplexes, parfois négatifs, de la part des travailleurs et des visiteurs. La propriété de Leon couvre 235 ha, dont Bletchley Park représente environ 22 ha. L'épouse de Leon, Fanny, est décédée dix ans après lui en 1937.
En 1938, le site est vendu à un promoteur : il prévoit de démolir la maison et de reconstruire un domaine. Avant la destruction, l'amiral Sir Hugh Sinclair, directeur du renseignement naval et chef du MI6, achète le site. Pour dissimuler le véritable destinataire du site, les premiers visiteurs se font passer pour « la partie de chasse du capitaine Ridley ».
Le domaine est situé à quelques minutes à pied de la gare de Bletchley. La ligne « Varsity » relie les villes d'Oxford et de Cambridge : leurs universités fournissaient la plupart des décrypteurs ; elle croise la West Coast Main Line (principale ligne ferroviaire de la côte Ouest) (puis LMS) entre Londres, Birmingham, Manchester et Glasgow. À partir de 1938, les services du General Post Office installent les câbles dédiés aux nombreux circuits téléphoniques et télégraphiques, à partir de la station-relais de Fenny Stratford (sur Watling Street, route principale reliant Londres au Nord-Ouest, qui sera, plus tard, appelée A5).

## Seconde Guerre mondiale

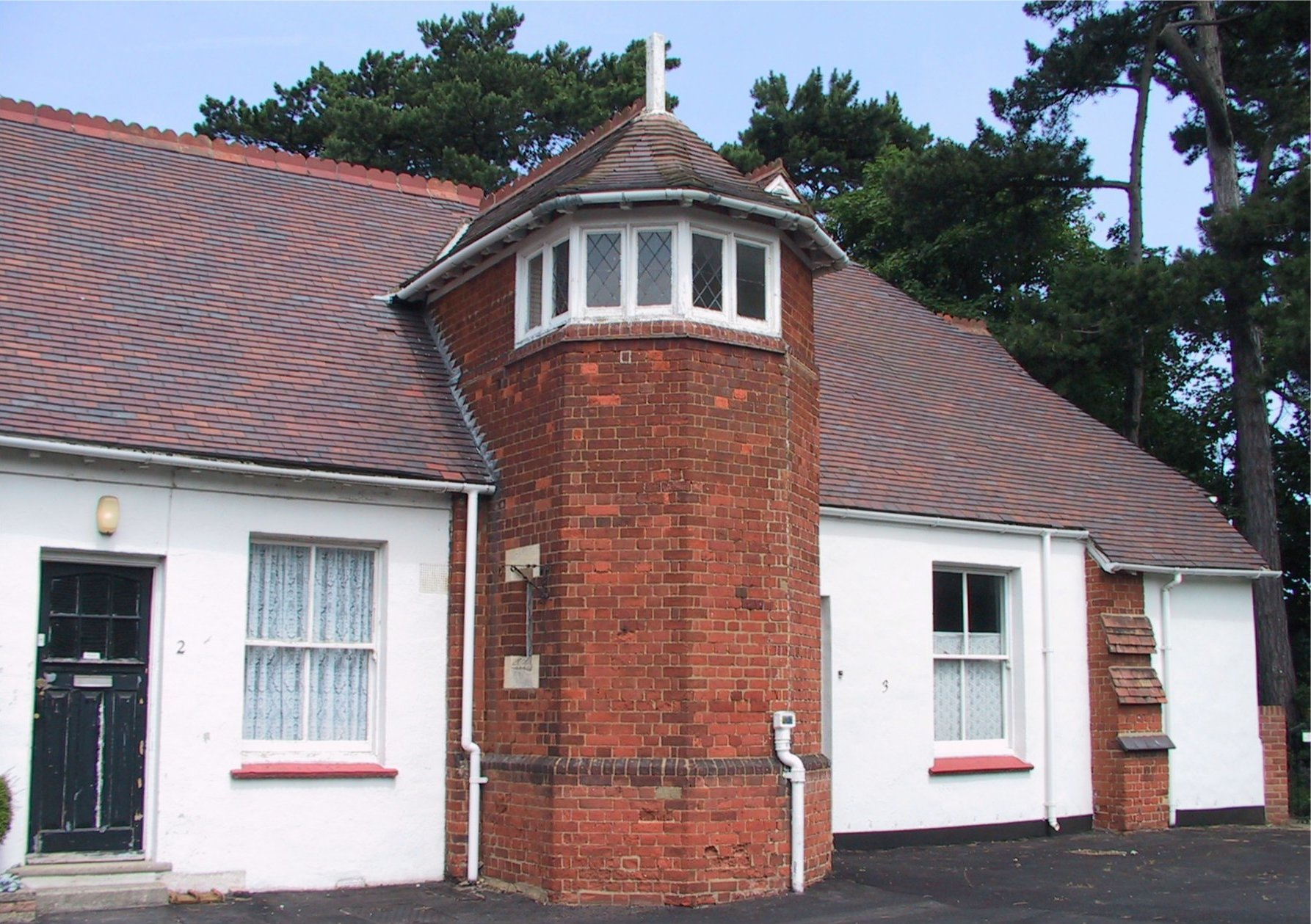
Sellerie et grenier à fourrage convertis en chalets. Les premiers travaux sur Enigma sont menés ici par Dilly Knox, John Jeffreys et Alan Turing. Les fenêtres du haut de la tour donnent dans une pièce occupée par Turing.

La première vague du déménagement du Government Code and Cypher School (GC&CS) à Bletchley Park date du 15 août 1939. Le gros du GC&CS, avec ses sections Terre-Air-Mer, est au rez-de-chaussée de la maison ; il est composé d'un central téléphonique, une salle téléscripteur, une cuisine et une salle à manger. L'étage du dessus est attribué au MI6.
Les huttes de bois préfabriquées sont toujours en construction. Au grand complet, la « partie de chasse » s'entasse dans la maison, les écuries et les cottages. Ces derniers sont trop petits, si bien que les sections commerciales et diplomatiques s'installent à Elmers School, un internat pour garçons voisin.
Les deux machines à rotor électromécaniques allemandes, Enigma et la machine de Lorenz, dont les signaux sont décryptés à Bletchley Park, auraient été inviolables si elles avaient été utilisées sans erreur. Des fautes de procédure permirent aux cryptanalystes du GC&CS de lire une partie des messages chiffrés de ces deux machines.
Sous le nom de code « Ultra », le renseignement obtenu à partir des décryptages de Bletchley a contribué à la victoire alliée de la bataille de l'Atlantique, ainsi qu'aux victoires navales des batailles du cap Matapan et du cap Nord. En 1941, Ultra a un impact sur la campagne du désert en Afrique du Nord, contre l'Afrika Korps. Le général Claude Auchinleck dit que, sans Ultra, « Rommel serait certainement allé jusqu‘au Caire. ». Avant le débarquement en Normandie, le 6 juin 1944, les Alliés connaissaient les positions de 56 divisions allemandes du front occidental, sur les 58. Churchill appelait les gens de Bletchley : « Ces oies qui pondaient des œufs d'or et jamais ne caquetaient ».
Lorsque les États-Unis entrent en guerre, Churchill et Roosevelt s'accordent pour mettre leurs moyens en commun. Des cryptographes américains sont affectés à Bletchley Park et mis au courant. Intégrés à la structure Ultra, ils sont affectés à la Hutte 3. À partir de mai 1943, les services britanniques et américains coopèrent. Les secrets de Bletchley Park ne seront jamais partagés avec l'Union soviétique : elle recevra des informations Ultra, soit officiellement, soit par l'intermédiaire d'une « taupe » du MI6.
Une seule frappe allemande dans le secteur de Bletchley Park est recensée : trois bombes sont larguées dans la nuit du 20-21 novembre 1940. Elles visaient sans doute la gare de Bletchley. Une bombe éclate à côté de l'entrée des coursiers. L'arrière de la Hutte 4 (renseignements naval) est déplacé d’une soixantaine de centimètres par le souffle d'une bombe. Comme la hutte repose sur des fondations de briques, des ouvriers la remettent en place en la soulevant au treuil,sans interrompre le travail qui continue à l'intérieur.

### Recrutement et fonctionnement
De sa création en 1919 jusqu'en 1942, le capitaine de frégate Alastair Denniston commande le GC&CS depuis de la salle 40 de l'Amirauté (NID25) et la salle MI1b du War Office. Le 2 septembre 1939, Denniston écrit au ministère des Affaires étrangères pour demander qu'on recrute plus d'hommes « du genre professeur ». Les réseaux personnels sont utilisés dans les universités de Cambridge, Oxford et Aberdeen. Par contacts personnels, des femmes de confiance sont recrutées pour les tâches administratives. Ce sera le recrutement de « binoclards et de débutantes ». Ce sont les « Dilly's Fillies (Pouliches de Dilly ; Dilly Knox). Les archives où elles sont affectées sont « The Deb's Delight (Délice des Débutantes) ». Churchill aurait dit à Denniston : « À propos de ce recrutement, je sais que je vous avais dit de ne pas laisser une pierre non retournée, mais je ne pensais pas que vous me prendriez au mot. »
Les cryptanalystes sont sélectionnés pour leur intellect, qu'ils soient linguistes, champions d'échecs, experts en mots croisés, polyglottes ou mathématiciens. Le GC&CS est alors surnommé la « Golf, Cheese and Chess Society (Club Golf, Fromage et Échecs) ». Le test d'entrée consistait à finir les mots croisés du Daily Telegraph en moins de 12 minutes. Le journal organise le concours, après quoi on demandait à chaque lauréat s'il est prêt pour « un type particulier de travail contribuant à l'effort de guerre ». Le grand gagnant fut F. H. W. Hawes, de Dagenham, (Essex), qui finit en moins de huit minutes.
Les nouveaux venus feront leurs classes de briseurs de codes à l'Inter-Service Special Intelligence School (école spéciale de renseignements interarmées) créée par John Tiltman. D'abord située dans un dépôt de la RAF à Buckingham, l'école est déplacée dans une ex-salle d'exposition de la compagnie du gaz à Ardour House, au 1 Albany Road, Bedford. Elle deviendra localement célèbre en tant qu'école d'espions.
Le travail en trois tiers (ou bordées), est inauguré par la Section Air de la Hutte 10, sous la direction de Josh Cooper, et devient rapidement la norme dans le site entier. Les bordées alternent de 16 h à minuit, minuit à 8 h (quart le moins apprécié), et 8 h à 16 h. Le personnel travaille six jours par semaine, et tourne sur les trois horaires. Trente minutes sont accordées pour le repas, au milieu du quart. Au bout de trois semaines, le nombre d'heures travaillées atteint parfois jusqu'à 16 heures par jour. L'irrégularité des horaires affecte la santé et la vie sociale. La plupart des employés sont logés à proximité, dans des maisons particulières. Les missions, de par leur exigence et leur intensité, impactent la santé de plusieurs membres du personnel ; il sont contraints de prendre un congé. Chaque employé a droit à une semaine de vacances, quatre fois par an.
En février 1942, Denniston est muté à Londres : il prend la direction d'une division civile et diplomatique, tout en gardant le titre théorique de directeur-adjoint de BP. Il est remplacé par Edward Travis.
En janvier 1945, quelque 9 000 militaires et civils travaillaient à Bletchley Park. Plus de 12 000 (dont plus de 80 % de femmes) y sont venus, à un moment de la guerre. Un petit nombre était employé à temps partiel, ceux qui font un quart par semaine ; c'était le cas, par exemple, des employés des bureaux de poste, experts en morse ou en allemand. Parmi les mathématiciens et cryptanalystes, Alan Turing sera reconnu comme le « père de l'informatique ».

### Sécurité
Le décryptage de chiffres ennemis est une activité sensible. Quand les Allemands améliorent la sécurité d'Enigma, le GC&CS doit fournir des efforts supplémentaires. La Kriegsmarine provoque un trou noir, de février à décembre 1942, lorsqu’elle embarque des Enigma à quatre rotors à bord des U-boote.
La moindre amélioration des politiques ou des procédures de mise en œuvre par les allemands aurait pu mettre en échec le déchiffrement pendant des mois, voire de façon définitive. Le moindre soupçon aurait pu entraîner un échec. Les autorités de BP étaient très soucieuses de sécurité. Tous les gens impliqués signaient la loi sur le secret (1939), recevaient l'ordre de ne jamais parler de leur travail hors de leur section, et s'engagaient par écrit. Un bulletin de sécurité de mai 1942 est explicite :

« Ne parlez pas pendant les repas...

Ne parlez pas dans les transports... 

Ne parlez pas en voyageant...

Ne parlez pas dans votre cantonnement...

Ne parlez pas au coin de votre feu...

Soyez prudent, même dans votre hutte... »

Le respect de ces contraintes et l'obligation de ne jamais poser des questions étaient acceptés volontiers : dans le pays, fleurissaient des affiches Careless Talk Costs Lives (« les discussions imprudentes coûtent des vies »). Les gens de BP craignaient d'être traités de « planqués ». Le secret durera jusqu’à la publication (1974) du livre de Winterbotham, The Ultra Secret. Plusieurs anciens se sentiront alors libres de révéler leur guerre. D'autres, 70 ans plus tard, s’estimeront toujours tenus au silence.

### Bulletins de renseignement

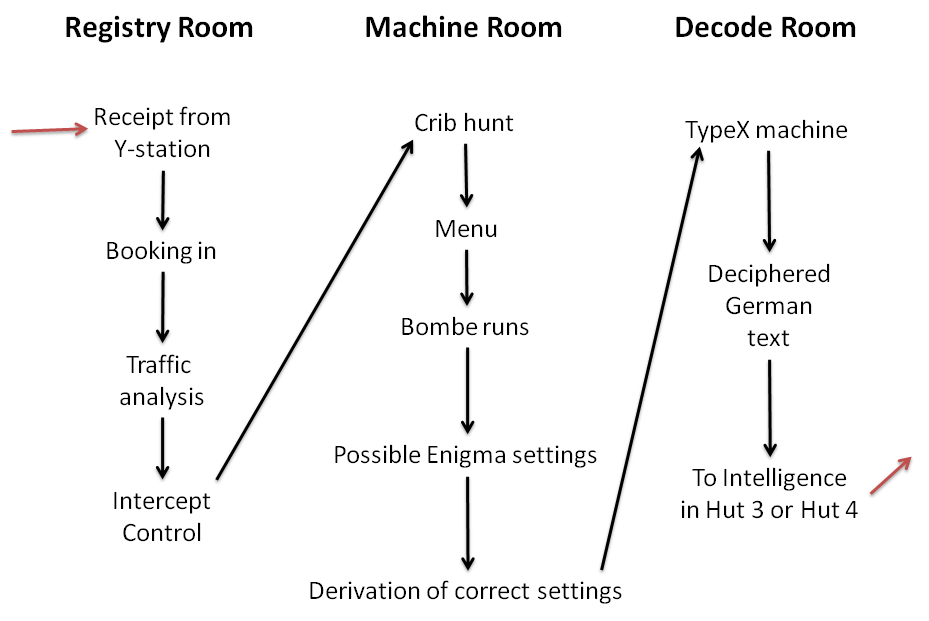
Circulation de l'information à partir d'un message d'Enigma intercepté.

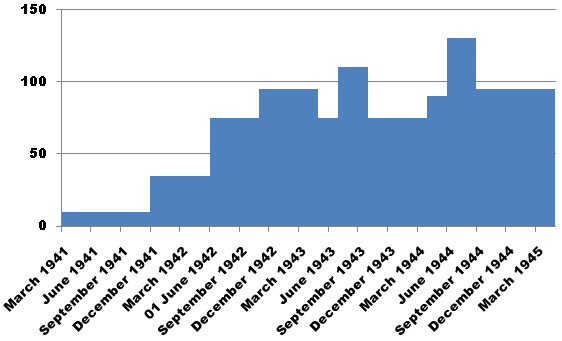
Nombre de messages émis par la Hutte 3 quotidiennement.

Des opérations militaires irréfléchies, toute autre action des Alliés, pourraient alerter l'ennemi, lui faire comprendre que ses chiffres sont brisés. Il pourrait introduire des modifications de politique, de procédure, voire de matériel. Elles rendraient inopérantes les méthodes de crypto analyse, auraient de graves implications.
Le cloisonnement entre le déchiffrement des messages et la diffusion des renseignements obtenus impliquait une réécriture : les messages, s'ils étaient interceptés et lus par l'ennemi, ne devaient pas dévoiler leur provenance. Dans le cas de la Heer et de la Luftwaffe, le déchiffrement était effectué par la Hutte 6, l'archivage de la traduction et le recoupement, en Hutte 3. Seulement après, les renseignements étaient expédiés au Secret Intelligence Service (MI6), aux chefs du renseignement des ministères concernés, et plus tard, aux commandants en chef devant l'ennemi.
Les trafics de l'Enigma navale étaient traités de la meme façon. Le décryptage était fait par la Hutte 8 et la traduction par la Hutte 4. Les traductions brutes étaient envoyées uniquement à la NID, Naval Intelligence Division (division renseignements marine) de l'OIC, Admiralty's Operational Intelligence Centre (centre de renseignement opérationnel de l’Amirauté), complétées par des indications sur la signification des termes techniques et des abréviations, et par des informations recoupées en provenance d'une banque de données de technologie navale allemande.
La Hutte 4 lit le chiffre manuel des chantiers navals, ce qui permet à la Hutte 8 de s'attaquer au texte clair, à partir des clefs du jour de l’Enigma navale.

### Stations d'écoute

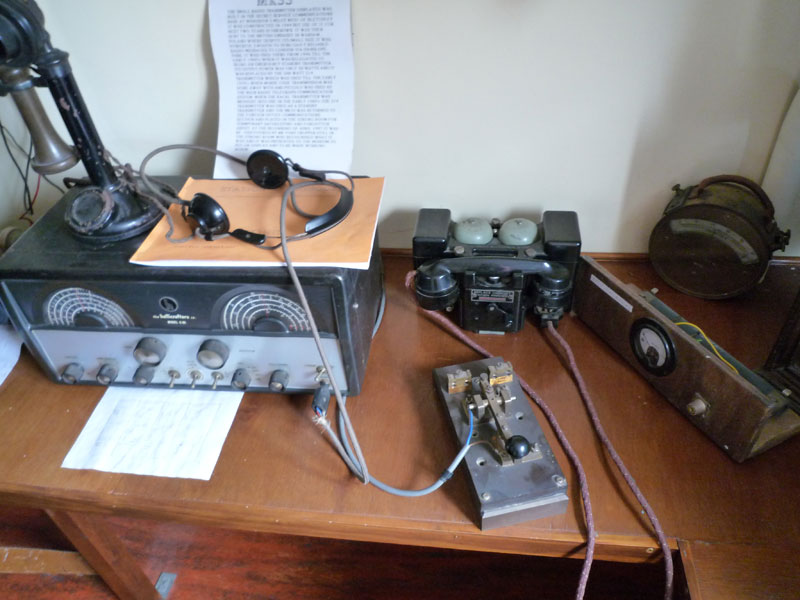
Équipement d'écoute d’époque dans la salle d’une Station X.

Au début, une salle de TSF, (nom de code Station X), est mise en place à BP, sur le château d'eau de la maison. Ce nom de code est parfois employé pour désigner le GC&CS entier. Ce « X » est le chiffre romain « dix » : c'est la dixième station ouverte par le Secret Intelligence Service. Les grandes antennes sont très visibles. La station X déménagera près de Hall Whaddon,.
D'autres stations Y, (celles de Chicksands (Bedfordshire), de Beaumanor Hall (Leicestershire), siège du quartier général du groupe « Y » du War Office) et la station Y de Beeston Hill (Norfolk), enverront leurs signaux bruts à BP pour traitement. Les messages chiffrés sont transcrits sur papier, à la main, puis expédiés à BP par courriers à moto, (plus tard, par téléscripteur). BP est surtout connu pour avoir cassé des messages chiffrés sur la machine de chiffrement allemande Enigma. Sa grande réussite cryptographique fut le décryptage du téléscripteur allemand en ligne Lorenz (nom de code anglais Tunny).

### Transmissions allemandes

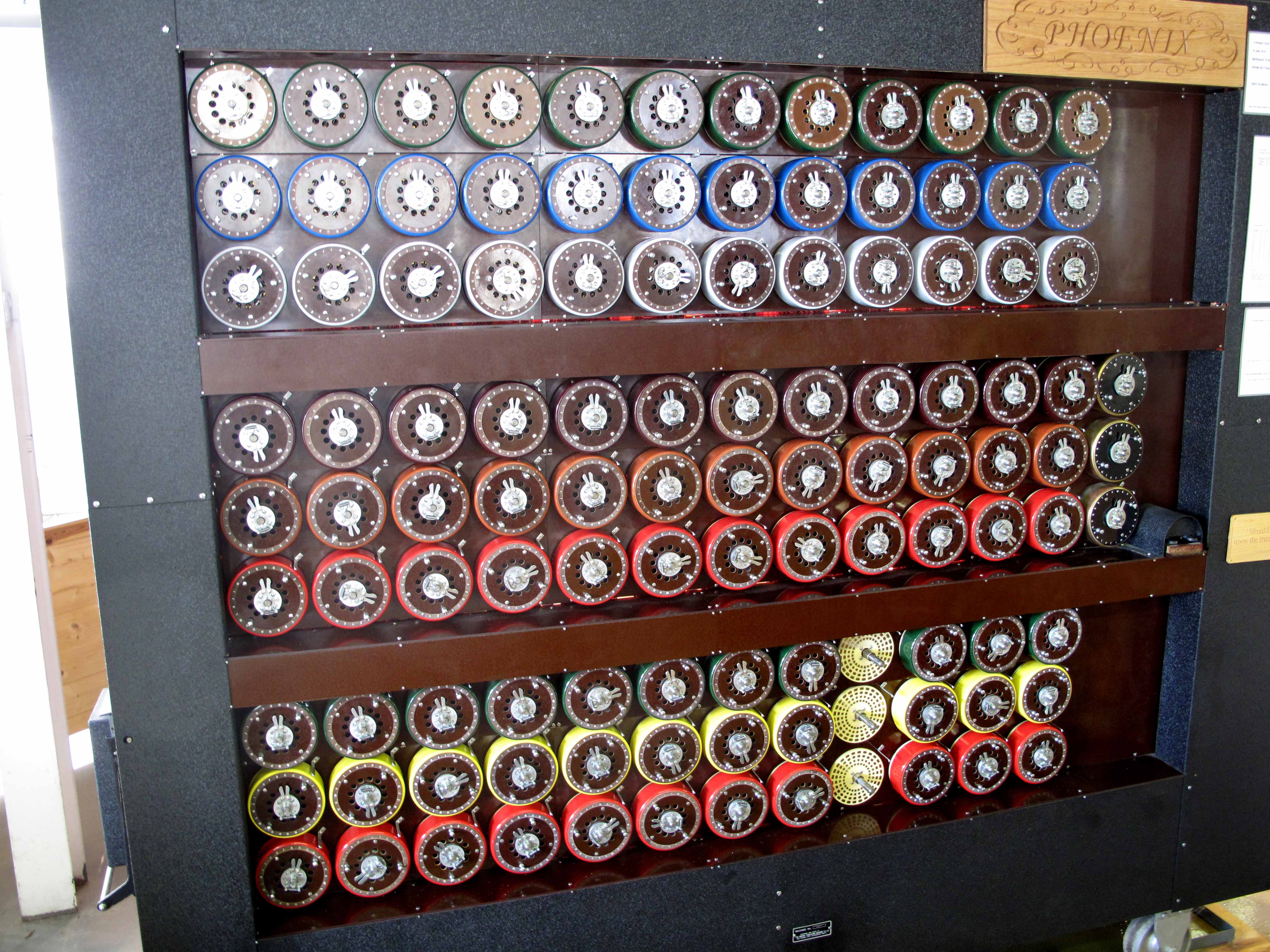
La bombe reconstruite par John Harper et son équipe. Elle a été officiellement mise en service, en juillet 2008, par le duc de Kent, directeur de la British Computer Society.

Les messages chiffrés mécaniquement soumis à la cryptanalyse à Bletchley Park sont, en majorité, le produit d'une des variantes de la machine de chiffrement Enigma. Cinq semaines avant le déclenchement de la Seconde Guerre mondiale, à Varsovie, le Biuro Szyfrów dévoile le décryptage partiel de l’Enigma allemande à des agents de services français et britannique. Les Britanniques utilisent les renseignements et les techniques des Polonais. Leur capacité de décryptage d'Enigma restait limitée. La copie d’Enigma, envoyée en août 1939, leur permet de l'augmenter.
La « bombe » est un engin électromécanique ; sa fonction est de trouver les réglages quotidiens des machines Enigma des différents réseaux de télécommunication militaires allemands,,. C'est la spécialité d'Alan Turing avec la contribution de Gordon Welchman. L'ingénierie est le fruit du travail d’Harold 'Doc' Keen, de la British Tabulating Machine Company à Letchworth Garden City. Chaque machine fait environ 2,1 m (7 pieds) de large, 1,98 m (6 pieds 6 pouces) de hauteur, 0,61 m (2 pieds) de profondeur, et pèse environ une tonne.
À son apogée, le GC&CS lit environ 4 000 messages par jour. Pour prévenir les bombardements aériens, les « bombes » sont dispersées à Adstock, Gayhurst, et Wavendon. Puis les « bombes » de Wavendon et Adstock sont déplacées à Stanmore et Eastcote, bien que le site Gayhurst ait été retenu. Les quelques « bombes » laissées à BP ne servent qu'à des démonstrations et à la formation.
Les trafics de la Luftwaffe sont les premiers à être lus en grande quantité. La Kriegsmarine avait des procédures strictes, il a fallu attendre de capturer les livres de codes. En février 1942, la Kriegsmarine introduit un quatrième rotor dans l'Enigma des U-Boote de l’Atlantique : le trafic devient illisible pendant dix mois. La Grande-Bretagne crée des « bombes » modifiées. À la mi-1943, la « bombe » de l’US Navy, produite à des centaines d'exemplaires, permet de lire l'Enigma des U-Boote jusqu'à la victoire.

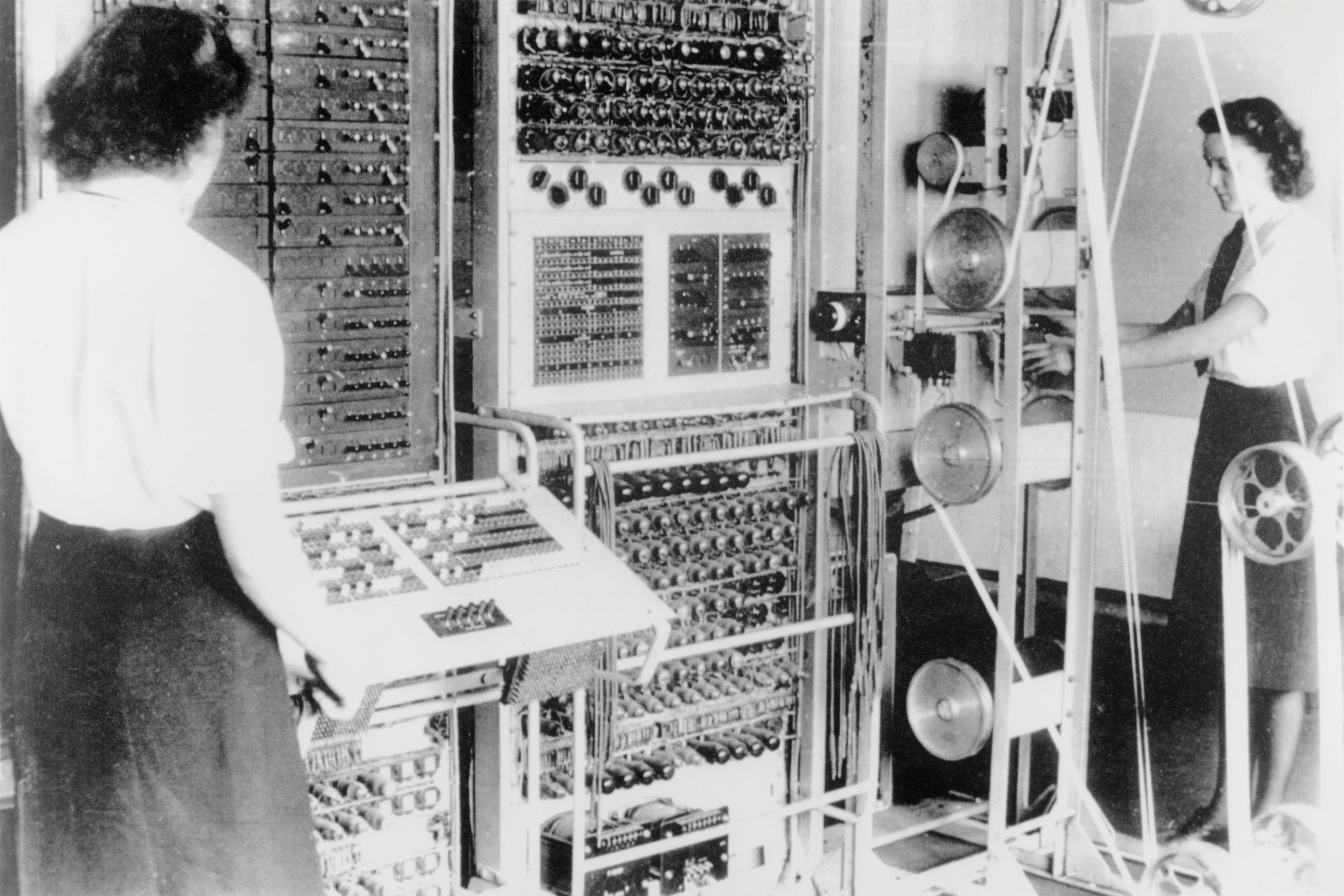
Un ordinateur Colossus Mark 2. Les dix Colossus étaient les premiers ordinateurs électroniques (semi-) programmables au monde, le premier fut construit en 1943.

La téléscripteur de chiffrement en ligne Lorenz (SZ40/42), nom de code à BP « Tunny (thon) », est une machine plus complexe qu'Enigma. Elle est mise en service à la mi-1942, pour les communications entre l'état-major général et les commandements d'armées. Grâce aux erreurs des chiffreurs, l'équipe de Testery (d'après Ralph Tester, son chef) travaille sur la structure logique de cette machine alors que personne n'en connaît l'architecture. Elle conçoit des automates : ils aboutiront à Colossus, le premier ordinateur électronique numérique programmable. Il sera conçu et construit par Tommy Flowers et son équipe du centre de recherche des Postes de Dollis Hill. Il est livré à BP en décembre 1943 ; le premier est mis en service au mois de février suivant.
Des améliorations seront développées pour le Colossus Mark 2. Le premier exemplaire démarre à BP, le matin du 6 juin 1944. Flowers produira un Colossus par mois, jusqu'à la fin de la guerre, soit un total de dix, avec un onzième inachevé. Les machines sont armées par des Wrens, (recrues féminines de la Royal Navy) dans la section Newmanry (du nom de l'inventeur Max Newman).

### Transmissions italiennes
Les transmissions italiennes sont écoutées depuis l'agression de l'Abyssinie (1935). Pendant la guerre civile espagnole, la marine italienne utilise le modèle K de l'Enigma commerciale, sans tableau de connexions. Il est cassé par Dilly Knox en 1937.
L'Italie entre en guerre en 1940. Une version améliorée de la machine est utilisée, mais peu de trafic transite par elle, et il y a « de gros changements » dans les codes et chiffres italiens. Knox crée une nouvelle section afin de travailler sur les variantes d’Enigma. La section comprend des femmes que l'on surnomme : « les chouchoutes de Dilly ». L'une d'elles, Mavis Lever, 19 ans, décryptera les plans opérationnels de la Marine italienne avant la bataille du cap Matapan en 1941. Les employés de BP n'étaient, en principe, pas tenus au courant des résultats de leurs travaux... mais l'amiral Cunningham vint les féliciter en personne quelques semaines plus tard.
En juin 1940, les Italiens utilisaient des codes manuels pour leurs messages militaires. Après la bataille du cap Matapan, la marine italienne a commencé à utiliser la version C-38 de la machine de chiffrement à rotor Hagelin. Elle communiquait ainsi avec les convois de la marine marchande d’Afrique du Nord.
En conséquence, JRM Butler recrute et affecte son ancien élève Bernard Willson à une équipe de la Hutte 3, avec deux autres personnes,. En juin 1941, Willson parvient à percer le système Hagelin. La Royal Navy et la Royal Air Force ont commencé à couler les convois de ravitaillement de l'Afrika Korps. En lisant le trafic intercepté, l'équipe apprit que, entre mai et septembre 1941, les stocks de carburant de la Luftwaffe en Afrique du Nord avaient été réduits de 90 %.
Après un cours intensif de langue, en mars 1944, Willson se pencha sur les codes basés sur la langue japonaise.
Le MEIC, Middle East Intelligence Centre (Centre de renseignement du Moyen-Orient), est créé au Caire, en 1939. Quand l'Italie entre en guerre (juin 1940), les fréquences furent encombrées, les interceptions à Bletchley Park prirent du retard. Des cryptanalystes furent envoyés au Caire, en juillet et août. Le CBME, Combined Bureau Middle East (Bureau combiné du Moyen-Orient) est créé en novembre. Les autorités du Moyen-Orient émettaient des « plaintes de plus en plus acerbes » à l'égard du GC&CS : il donnait trop peu de priorité aux chiffres italiens. Les meilleurs cryptanalystes restaient réunis à Bletchley Park.
John Chadwick commença ses travaux de cryptanalyse en 1942, sur les transmissions italiennes, à la base navale HMS Nile d'Alexandrie. Il fut ensuite transféré au GC&CS du Musée Héliopolis du Caire, puis à la Villa Laurens d'Alexandrie.

### Transmissions soviétiques
Les transmissions soviétiques étaient interceptées depuis les années 1920. En 1939-40, John Tiltman (qui travaillait le trafic de l'armée de terre soviétique depuis 1930) met en place deux sections russes à Wavendon (maison de campagne près de Bletchley Park) et à Sarafand, Liban. Deux systèmes de cryptage haute qualité sont brisés, ceux de l’armée de terre soviétique et de la marine.
Tiltman passe deux semaines en Finlande, et échange le trafic soviétique depuis la Finlande et l'Estonie contre du matériel radio. En juin 1941, l'Union soviétique devient une alliée. Churchill ordonne l'arrêt des opérations de renseignement contre elle. En décembre 1941, la section russe est fermée. À la fin de l’été 1943 ou à la fin de 1944, une petite section russe du GC&CS est mise en place à Londres, sur Park Lane, puis à Sloane Square.

### Transmissions japonaises
Un avant-poste du GC&CS est installé à Hong Kong dès 1935, le FECB, Far East Combined Bureau (bureau combiné d'Extrême-Orient). En 1940, les marins du FECB déménagent à Singapour, puis à Colombo, à Ceylan, puis à Kilindini, à Mombasa, au Kenya. Ils cassent les codes japonais, grâce à un mélange d'habileté et de chance.
Les terriens et les aviateurs vont à Singapour, au Wireless Experimental Centre (Centre expérimental sans fil) à Delhi, en Inde. Au début de 1942, un stage intensif de six mois en langue japonaise, pour 20 étudiants d'Oxford et de Cambridge, est lancé par l’Inter-Services Special Intelligence School (école du renseignement spécial inter-armées) de Bedford. Ce stage sera répété tous les six mois, jusqu'à la fin de la guerre.
Ceux qui réussissent le stage sont affectés, en général, aux trafics navals japonais, dans la Hutte 7, sous la direction du colonel John Tiltman. À la mi-1945, plus de 100 personnes avaient participé à cette opération, en coopération étroite avec la CFSB et le US Army Signals Intelligence Service (Service du renseignement transmissions de l'armée de terre) d'Arlington Hall, Virginie. En août 1945, la marine marchande japonaise accuse 90 % de pertes en mer.
En 1999, Michael Smith écrit : « C'est seulement maintenant que les cryptographes britanniques (tels John Tiltman, Hugh Foss, et Eric Nave) commencent à être reconnus pour avoir cassé les codes et chiffres japonais. »

### Bâtiments supplémentaires

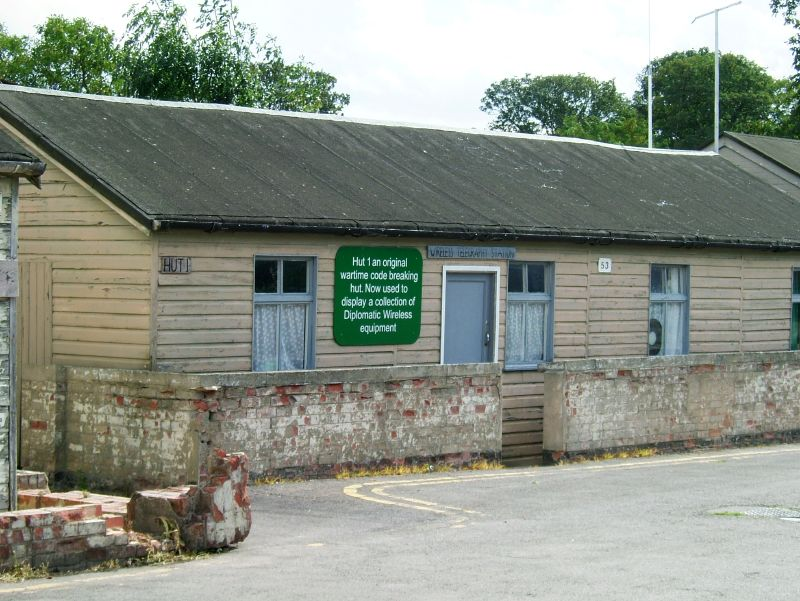
La Hutte 1 fut la première baraque construite.

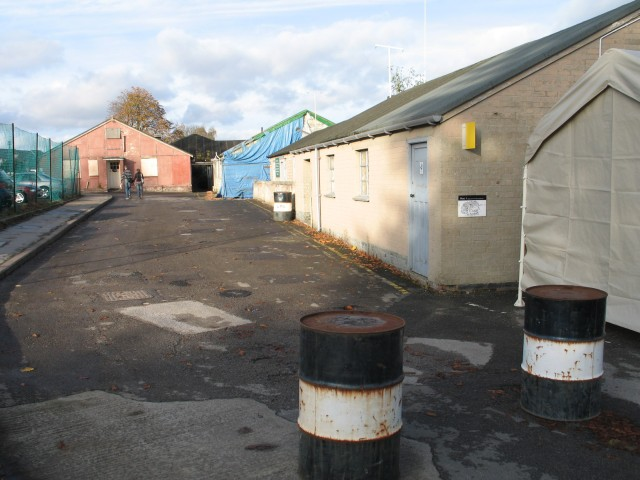
Les Huttes 3, 6 et 1 de Bletchley Park.

Une grande partie des travaux était conduite à l'intérieur du manoir et de ses dépendances : écuries, cottages des domestiques. D'autres bâtiments sont construits pour suivre le développement du Centre. Outre les célèbres « huttes » construites en bois, plusieurs bâtiments de briques, les « blocs» furent construits. Les murs étaient doublés de parapets anti souffle, les toits couverts de revêtements de protection contre les retombées d'éclats d'obus antiaériens, les bâtiments reliés par des couloirs.
Les huttes étaient désignés par des numéros. Dans certains cas, le numéro des huttes était associé au travail fait à l'intérieur autant qu’aux bâtiments eux-mêmes. Quand une section était déplacée d'une hutte dans un bâtiment plus grand, elle restait désignée par son nom de code initial de « Hutte ».
Quelques numéros de huttes, et le travail associé :
- Hutte 1 – la première hutte, construite en 1939[62], servait à abriter la station TSF[38], et, plus tard, des fonctions administratives (transport, dactylographie, maintenance des bombes). La première « bombe », Victory, fut d'abord installée à l’intérieur[63] ;
- Hutte 2 – une hutte de loisirs pour la « bière, le thé et la détente », selon l'expression de la coursière Mimi Galilée[64] ;
- Hutte 3 – renseignements : traduction et analyse de décryptages, Luftwaffe et Heer (armée de terre allemande)[65] ;
- Hutte 4 – renseignement naval : analyse de décryptages (Enigma navale et machine C-36)[66] ;
- Hutte 5 – renseignement militaire (chiffres italiens, espagnols, portugais) et codes de la police allemande[67] ;
- Hutte 6 – cryptanalyse de l'Enigma de la Luftwaffe et la Heer[68] ;
- Hutte 7 – cryptanalyse des codes navals et des services de renseignements japonais[69],[70] ;
- Hutte 8 – cryptanalyse de l'Enigma navale[36] ;
- Hutte 10 – codes du Secret Intelligence Service (SIS ou MI6), départements Air et Météo[71] ;
- Hutte 11 – fabrication de « bombes »[72] ;
- Hutte 14 – centre de transmissions ;
- Hutte 15 – SIXTA (Hut Six Traffic Analysis) : analyse du trafic décrypté dans la Hutte 6 ;
- Hutte 16 – ISK (Intelligence Service Dilly Knox), trafic radio de l'Abwehr, chiffre Enigma ;
- Hutte 18 - ISOS (Intelligence Section Oliver Strachey), trafic radio de l'Abwehr, chiffres manuels.

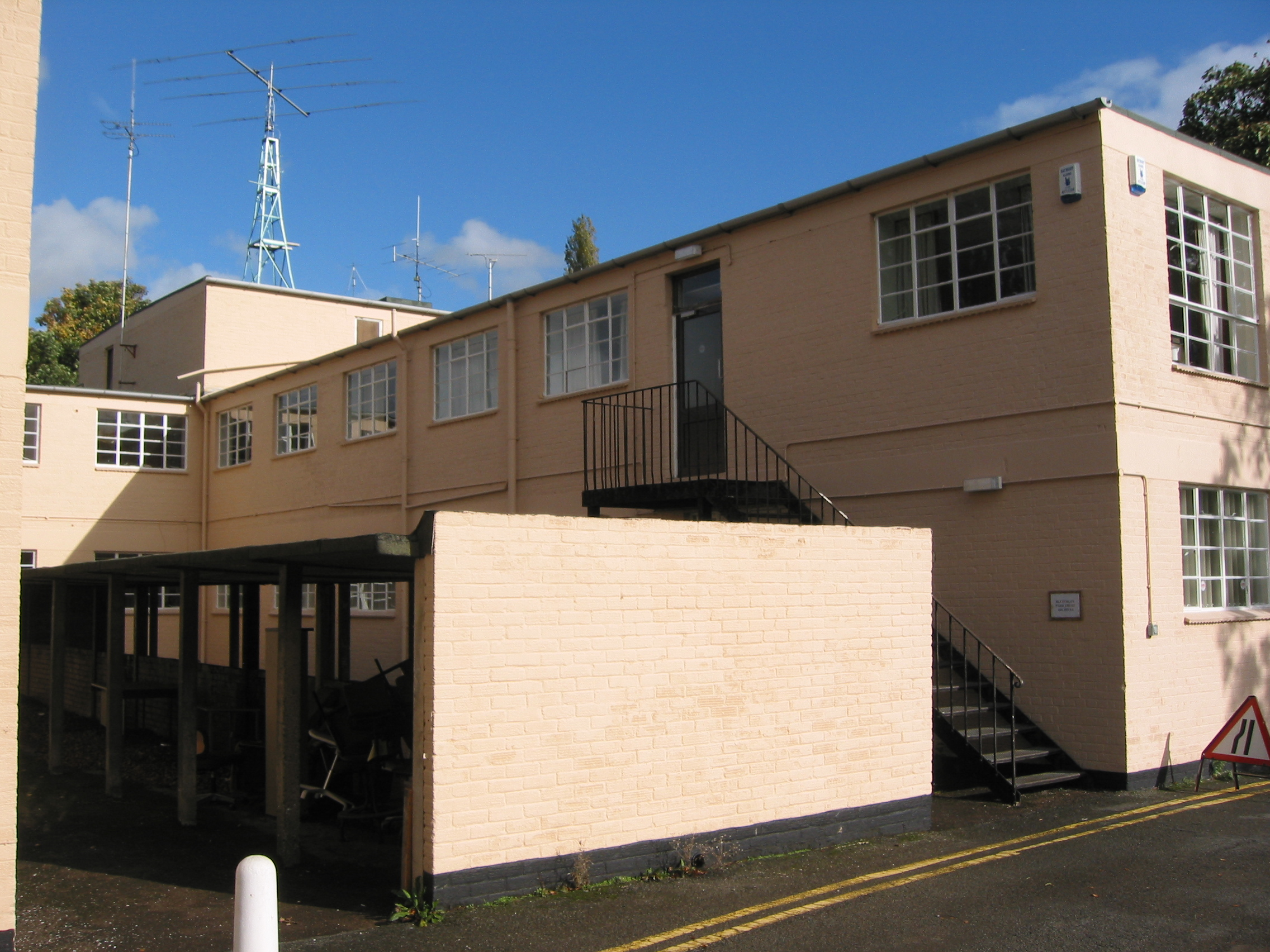
Bloc "B", actuellement occupé par le musée.

Bâtiments de briques, ou « blocs » :
- Bloc A – renseignement naval ;
- Bloc B – décryptage de codes italiens (aviation et marine) et des codes japonais ;
- Bloc C – Stockage de l’essentiel de l’index à cartes perforées ;
- Bloc D – Travaux sur Enigma, extension des Huttes 3, 6 et 8 ;
- Bloc E – émetteurs/récepteurs radio et machines Typex ;
- Bloc F - analyses (« Newmanry » et « Testery ») et aviation militaire japonaise. Le bloc a depuis été démoli ;
- Bloc G – analyse de trafic et opérations de déception ;
- Bloc H – machines Lorenz et Colossus (aujourd'hui National Museum of Computing).

### Les circuits
Les messages cryptés interceptés par les stations d'écoute britanniques sont transmis à Bletchley Park. Le réseau émetteur est identifié par le discriminant (Kenngruppe), ex : JEU, mentionné par le préambule du message. À chaque discriminant, les Britanniques affectent un mot-code qui distingue le réseau émetteur. Voici quelques exemples : Red (trafic général de la Luftwaffe), Yellow (liaisons Heer/Luftwaffe en Norvège, 1940), Scorpion (liaisons Afrika Korps/Luftwaffe en Libye, mai 1942), Dolphin (Kriegsmarine), Shark (U-Boot), etc.
La coopération inter-armées (terre-air-mer) en vigueur dans la Wehrmacht est telle que le trafic de certains des réseaux de l'une de ces armées fournit des renseignements sur les deux autres armées. Les réglages des codes changent à minuit. Dans de bonnes conditions, les cryptanalystes de service de nuit trouvent, pendant leur veille, les clefs qui seront exploitées par les équipes de jour.

#### Hutte 6

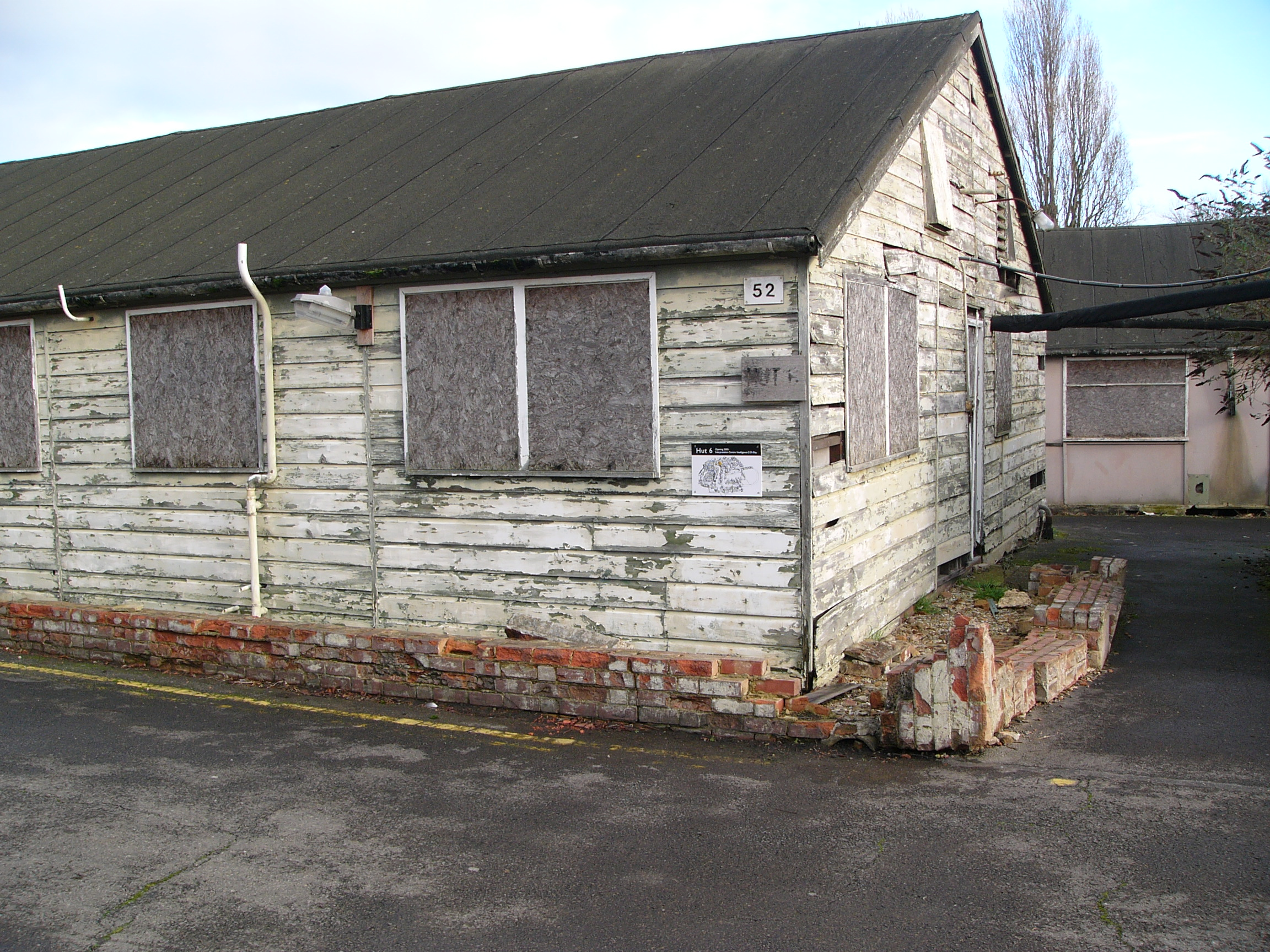
La Hutte 6 en 2004.

Des messages cryptés étiquetés Red arrivent à la Hutte 6. Elle est dirigée par Gordon Welchman et Dennis Babbage. Il faut trouver la clé du réseau de trafic général de la Luftwaffe pour ce jour-là. Les messages d'une multitude d'autres réseaux pleuvent sur la Hutte 6, les cryptanalystes sont débordés.
Les premiers mois, les calculs étaient effectués à la main. On a essayé les « trucs » des cryptographes polonais : la méthode de l'horloge, la méthode du gril et les feuilles de Zygalski.
John Herivel, arrivé de Cambridge où il étudiait les mathématiques, imagine une méthode de simplification : le « Herivel Tip (tuyau d'Herivel) ». L'hypothèse de base est celle-ci : un chiffreur Enigma négligent ou débordé ne suit pas la procédure de mise en œuvre, il ne brouille pas l'affichage des rotors en début de journée, la disposition reste la même que celle de la veille, à quelques lettres près. Si les chiffreurs indisciplinés sont nombreux, alors, il n'y a plus une infinité de combinaisons d'affichage des trois rotors, mais une soixantaine seulement. Le lendemain, une trentaine, etc. Pendant plusieurs semaines, les cryptanalystes essaient cette recette. Sans résultat. L'enjeu est vital : les « bombes » ne sont pas encore en service, les copies d'Enigma sont rares. Dès le début de l'offensive du 10 mai 1940, la recette marche et ça dure. Le trafic Red est lu couramment. Herivel est présenté à Churchill.
Dès que les cryptanalystes ont trouvé la clef d'un message, c'est-à-dire dès qu'ils ont aligné une vingtaine de mots allemands lisibles au moyen de cette clef, ce message et tous les messages originaires du même réseau, le même jour, sont passés à la section de décryptage, avec la bonne clef.
Munis de la clef, les décrypteurs déchiffrent les messages, à l'aide de machines Tipex et de copies d'Enigma. En cas de difficulté, ils consultent les cryptanalystes. Les messages décryptés passent alors à la Hutte 3.
Le 25 mai 1941, dans la Hutte 6, Jane Fawcett et ses collègues décryptent la localisation et la destination du cuirassé allemand, le Bismarck : il sera attaqué et coulé par la Royal Navy le 27 mai 1941.

#### Hutte 3

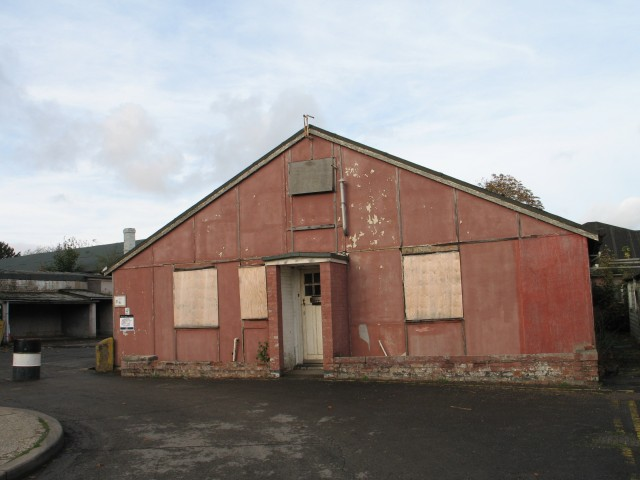
La Hutte 3 en 2009.

Le travail de la Hutte 3 est de traduire le sens du message décrypté, de lui affecter un degré d'importance et d'urgence, et de rendre compte à Londres, en fonction de ces paramètres. Son premier chef fut le capitaine de corvette Saunders, Royal Navy.
La traduction est effectuée par des germanistes classiques, parfois déroutés par l'allemand de chambrée et la terminologie technico-militaire. Ce fut le cas au début de la guerre, avant la constitution de fichiers croisés et de bibliothèques de documents de référence : il manquait souvent des mots ou des bouts de phrase. Les traducteurs sont aidés par des conseillers militaires des trois armées (terre-air-mer) ; ils mettent à profit des renseignements d'autres sources (service topographique, stations de radiogoniométrie, analyse de trafic, etc.). Ces conseillers militaires décident des priorités. Ainsi fut découvert que Rommel s'apprêtait à abandonner la Lybie.

#### RAF Cheadle
Cheadle est une annexe de la Hutte 3. RAF Cheadle traite les signaux tactiques de la Luftwaffe, dont les appareils à long rayon d'action émettent en morse, les autres en phonie.
Un millier d'articles (phrases, mots, lettres) sont convertis en nombres de trois chiffres par un livre de code. Chaque groupe de trois chiffres est reconverti en un groupe aléatoire de trois lettres, au moyen d'un tableau imprimé sur une fiche. Le livre de code ne change pratiquement pas, mais les fiches sont remplacées de temps à autre. Presque tout ce trafic est facilement intercepté par des radios expérimentés. Au début, les interceptions sont transmises à BP où elles sont décodées par un binôme (un prof de Cambridge et un Russe à fort accent) qui reconstitue les tables de substitutions, ensuite utilisées par quatre traducteurs, jeunes diplômés de Cambridge dont l'allemand est parfait. Le système ne marche pas.
Les traducteurs partent alors pour Cheadle où ils travaillent avec la RAF. Les messages reçus sont décodés aussi vite par les Anglais que par les Allemands. Les codes ennemis changent alors tous les jours.
Les signaux tactiques donnent toutes sortes de renseignements. Le début des émissions est un signal que des avions décollent. L'alerte est donnée aux services concernés, défense côtière, batteries anti-aériennes. À l'aller et au retour, les allemands signalent leur passage au-dessus des points de repère, leurs avaries. Tous les jours, Cheadle fait à BP un rapport complet, route et minutage des raids, trafics interceptés, changements d'indicatifs et de fréquences. Tout est mis à profit : signaux de détresse, fautes de procédure, interrogatoires de prisonniers, documents capturés. La liste des indicatifs (trois caractères alphanumériques) est reconstituée. Cheadle finit par identifier toutes les unités ennemies.

#### Hutte 7
La Hutte 7 était dirigée par l'excentrique Hugh Foss, sous le commandement de Frank Birch, chef de la Naval Section du GC&CS. Elle est chargée des codes navals japonais (JN4, JN11, JN40, JN25, etc.). Elle fournit des cryptanalystes et des linguistes aux postes avancés du WEC (Wireless Experimental Centre) de Delhi et du FECB (Far East Combined Bureau) : Hong Kong, Singapour, Colombo, Kilindini (Kenya). Bletchley coopère avec l'US Navy Code and Signals Section ou OP-20-G de Washington, et avec FRUMEL (Fleet Radio Unit Melbourne), unité mixte GB/USA/Australie. La Hutte 7 apporte sa contribution à l'effort de l'US Navy.
Dès la fin des années 1920, Eric Nave, trésorier de marine australien, déchiffre les premiers codes navals japonais. En 1934, l'équipe de Hugh Foss casse un chiffre diplomatique nippon. En 1939, le fantassin John Tiltman, qui a gagné la Military Cross dans les tranchées, lit le JN25. Au fil des ans, la marine japonaise alterne des dizaines de livres de code et de chiffres manuels, mais aussi des machines électriques de chiffrement, JADE, CORAL, de la même technologie que PURPLE.
Des linguistes et cryptographes potentiels sont contactés à Cambridge et Oxford, sur recommandation de leurs maîtres. Le candidat recherché est un brillant étudiant en langues rares ou disparues, musicien amateur, champion d'échecs et de mots croisés. Les recrues sont triées par une commission qui comprend le colonel Tiltman. Les élus ont à BP un entretien avec leur futur chef de section. L'Angleterre compte peu de spécialistes du japonais, et leur formation prendrait au moins deux ans.
En février 1942, un programme accéléré de six mois est lancé à Londres par le capitaine de vaisseau Oswald Tuck, Royal Navy. Les élèves n'apprennent que les termes et la syntaxe qu'ils trouveront dans les messages à décrypter. Le stage fournit des interprètes et des traducteurs aux trois armées (terre-air-mer) et au Foreign Office. Ceux qui sont affectés à l'armée de terre subissent un entraînement difficile, puis sont promus sergents-majors, puis officiers, après un peloton moins exigeant. Certains des lauréats sont affectés à BP, d'autres à Londres, pour y travailler avec le capitaine de vaisseau Kennedy. Les décrypteurs sont formés sur le tas. Par la suite, on utilisera des cryptanalystes sans qualification de japonais, puisqu'il s'agit essentiellement de manipuler des nombres de quatre ou cinq chiffres. Certains recevront plus tard une formation sommaire de japonais.
En août 1942, la « Japanese Naval Section » comprend quarante personnes. D'abord hébergée à Elmer School, près du GC&CS, elle est installée à BP, fin 1942. En février 1943, elle est à la Hutte 7. Plus tard, elle s'étend au Bloc B.

#### Hutte 8

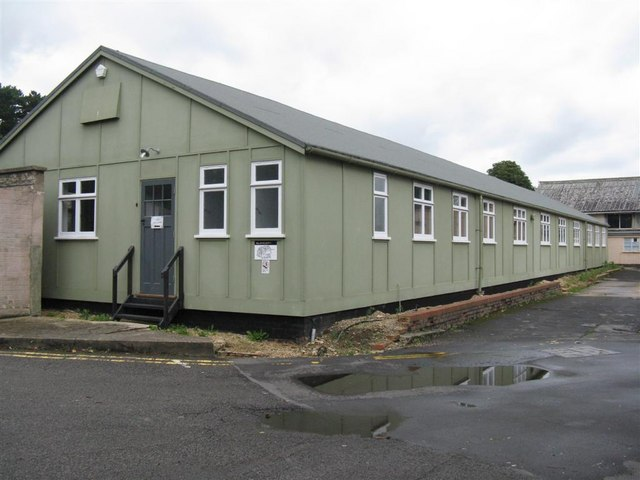
La Hutte 8 en 2008.

Le trafic Dolphin arrive à la Hutte 8, qui traite les réseaux de l'Enigma navale, sous la direction d'Alan Turing, Hugh Alexander, Peter Twinn ou encore Joan Clarke (la responsable adjointe en 1944). Les manuels allemands de messages courts permettent de résumer, en quelques lettres sibyllines, à peu près toutes les situations. Les textes de la Kriegsmarine sont laconiques, sans répétitions, sans « cillies ». La clef du message n'est pas choisie au hasard, mais codée à partir de tables de bigrammes. L'ordre des rubriques varie d'un message à l'autre. Les alphabets, les nombres, les carroyages cartographiques sont manipulés.
Les cryptanalystes reconstruisent les tables de bigrammes au moyen de « cribs » (antisèches) et d'une « bombe ». Elle déduit l'ordre des rotors et les permutations du tableau de connexions. La disposition des bagues des rotors, la position initiale des rotors ce jour-là et la clef de chaque message sont calculées à la main. Les rares messages décryptés par chance sont périmés.
Un « Catalogue de Eins » est édité. Exemple : avec les rotors disposés sur ABC, Eins (c'est le chiffre 1) crypté au clavier peut donner LDBF. Les 17 575 versions cryptées de Eins sont alphabétiquement classées dans le catalogue, vis-à-vis des réglages correspondants. Si les cryptanalystes trouvent LDBF dans un texte crypté, il se peut que les rotors aient été disposés sur ABC au moment où le chiffreur avait frappé Eins au clavier.
Le « Banburisme » est une technique manuelle utilisant des feuilles d'un carton fabriqué à Banbury qui permet d'écarter 333 des 336 ordres de rotors d'une Enigma, ce jour-là. Les trois solutions restantes sont triées par une « bombe ». La procédure permet de gagner un temps précieux, car les « bombes » sont partagées avec les cryptographes chargés de l'armée et de l'aviation allemandes. Mais cette approche n'est possible que lorsque les tables de bigrammes sont connues. À l'été 1943, il y aura assez de « bombes » pour casser l'Enigma des eaux territoriales allemandes en testant les cribs sur les 336 ordres de rotors.
Le jardinage (gardening) consiste à larguer en mer du Nord des mines dont la position est exactement connue, dans l'espoir que le trafic des chasseurs de mines allemands fournira des cribs utilisables.
Les cryptanalystes exploitent d'autres sources : analyse de trafic, documents et matériels capturés. Trois des rotors de l'Enigma de l’U-33 coulé le 11 février 1940 ont été récupérés. À bord du faux chalutier Polares (26 avril 1940), la Royal Navy saisit des textes en clair et leur version cryptée : ils permettent à Turing de comprendre certaines particularités de l'Enigma navale. Le 5 mars 1941, à bord du chalutier Krebs, des clefs Enigma utilisées dans les eaux territoriales allemandes sont saisies. Le 7 mai 1941, dans l'abordage du chalutier München, les Anglais dénichent une feuille de réglages internes pour juin 1941, et deux feuillets de réglages externes.
Le 9 mai 1941, un U-110 est abandonné après grenadage et sabordage. A l'intérieur, sont récupérés une Enigma navale, tous les réglages internes et externes, toutes les tables de bigrammes pour mai et juin, le manuel de double cryptage « officiers », le manuel de messages courts et celui de messages météo.
Les décrypteurs peuvent maintenant lire tout le trafic de mai-juin 1941. Et les cryptanalystes sont en mesure de paramétrer leurs « bombes » dont le nombre et la capacité restent encore insuffisants. À partir du 1er février 1942, c'est un « trou noir » inexpliqué. En août 1942, l'U-570 est capturé, il livre le boîtier d'une Enigma à quatre rotors. Ce trafic illisible est baptisé Shark.
Le trafic des sous-marins n'est réellement lu que pendant les périodes couvertes par les documents capturés. Finalement, la radiogoniométrie reste le seul moyen de localisation. À la mi-1943, la capacité combinée des centaines de « bombes » produites aux États-Unis et au Royaume-Uni permettra de lire Shark. À cette date, les U-Boote ont déjà été chassés de l'Atlantique-Nord par les marines alliées.

#### Hutte 4

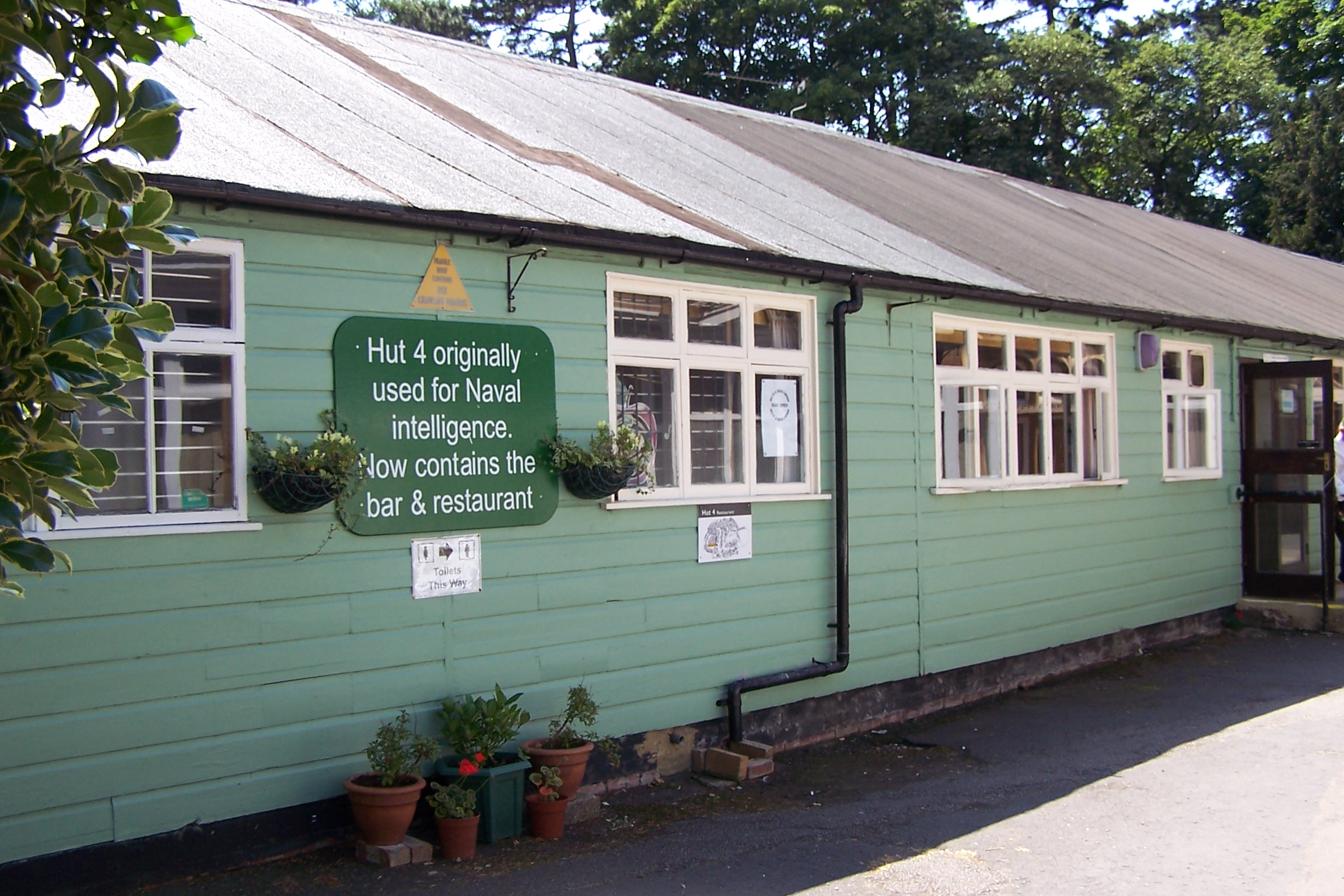
La Hutte 4 en 2005.

La Hutte 8 fait passer ses décryptages à la Hutte 4 ou Naval Section ou Z-Watch (Bordée Z) dirigée par Frank Birch, pour traduction et évaluation des priorités. L'équipe de traduction est animée par Walter Eytan, dit Ettinghausen, germaniste d'Oxford mobilisé dans le Royal Tank Corps, futur ambassadeur d'Israël en France. L'équipe est divisée en trois groupes qui assurent le quart par tiers. L'un des chefs de groupe a été un homme d'affaires célèbre pour son sens pratique. Il dirigeait un spécialiste des langues modernes et un égyptologue d'Oxford spécialiste de langues mortes. Dans un autre groupe, le chef était un universitaire passionné de papyrologie grecque, qui supervisait une Wren (recrue féminine de la Royal Navy) germaniste d'Oxford et un professeur d'allemand de Cambridge.
Les textes allemands décryptés sont dactylographiés par groupes de cinq lettres (comme les interceptions) sur des rubans collés sur des feuilles de papier. Le no 2 du groupe de quart trie rapidement les messages. Quelquefois, le message porte le degré d'urgence de la Kriegsmarine : soit SSD pour « sehr sehr dringend (très très urgent) », soit KR ou KRKR pour « ich habe ein Kriegstelegram (j'ai un télégramme de guerre) ». Les plus importants pour l'amirauté britannique sont remis au no 3 qui traduit rapidement en anglais cursif, agrafe la feuille au décryptage, donne un coup de tampon (ex : ZTPG/4793) et fait passer à une WAAF qui faxe à l'amirauté, après avoir ajouté les initiales du no 1.
Devant un message corrompu entre l'émission et le décryptage, le traducteur fait de son mieux. En fonction de sa maîtrise de l'allemand, du contexte et de la situation opérationnelle connue, il reconstitue un texte allemand lisible, qui sera traduit en anglais clair et simple.
Aucun des traducteurs n'était marin de métier. La terminologie technique est inconnue dans toutes les langues. Il faut traduire le parler matelot allemand, les mots qui se rapportent aux coques, aux machines, à l'armement. Un bureau spécialisé (Naval Section VI) de la Hutte 4 a compilé un dictionnaire allemand-anglais des termes de marine. Une équipe de renseignements a créé une bibliothèque d'ouvrages spécialisés, cartes, instructions aux pilotes, dans toutes les langues, manuels anglais, allemands, italiens, français et, plus tard, japonais. Les bibliothécaires enrichissaient des fichiers de références croisées au profit d'un petit groupe de chercheurs, et universitaires. Les documents techniques ennemis capturés étaient décortiqués et clarifiés par des réfugiés politiques germanophones, scientifiques et ingénieurs.

#### Hutte 15
La Hutte 15 abrite la SIXTA (Hut 6 Traffic Analysis). L'analyse du trafic permet de localiser et de suivre à la trace les unités ennemies, d'établir leurs relations, et de reconstituer l'ordre de bataille ennemi, sans qu'il soit nécessaire d'écouter, décrypter ou traduire les transmissions ennemies. C'est une source de renseignements sur les intentions de l'ennemi. Le simple silence radio peut signifier que quelque chose se prépare. Exemple : la Wehrmacht avant l'offensive du 10 mai 1940. Se poser la question : « Qui parle à qui ? » permet de reconstituer l'architecture des réseaux, donc l'ordre de bataille. La question : « Qui parle quand ? » établit une relation entre la station et l'événement. Les mutations d'opérateurs (identifiés grâce à leur toucher) peuvent trahir la peur d'être localisé. L'analyste de trafic est un parent du cryptanalyste : il aide à décrypter les indicatifs radio, les termes de topographie, identifier les unités, les chefs, etc.
Alors que le porte-avions HMS Glorious revient de Norvège, l'analyse du trafic de la Kriegsmarine établit que les croiseurs Scharnhorst et Gneisenau ont mis le cap sur la mer du Nord. Harry Hinsley, l'homme de liaison du GC&CS, téléphone l'information à l'OIC (Admiralty Operational Intelligence Centre). L'OIC néglige l'information : le Glorious est coulé. Hinsley était un gamin de 20 ans, aux cheveux longs, au pantalon de velours en guenilles, brillant mais obscur médiéviste de Cambridge, fils d'un journalier agricole. Devenu le favori de l'amirauté, il se métamorphosera en dandy.

#### Hutte 16
Dilly Knox est un fleuron d'Eton et de Cambridge, éminent érudit, spécialiste du poète grec Hérondas. Savant, distrait, excentrique, il alimente les potins de BP. Impliqué dans le décryptage depuis la Grande Guerre, il a lu les Enigma commerciales fournies à Franco, avant de participer aux réunions des services du chiffre polonais et français.
Pour lire les Enigma dépourvues de tableaux de connexions, Knox, alors installé au « Cottage », (les écuries désaffectées de BP), va s'appuyer sur les recherches de Hugh Foss ; il va développer un système, le « rodding », approche alphabétique plutôt que mathématique du décryptage. Grâce à cette technique, Mavis Lever, 19 ans, recrutée à London University où elle étudiait les mathématiques, fait la découverte qui permet de lire l'Enigma de la marine italienne, juste avant la victoire du Cap Matapan.
En octobre 1941, Knox perce lEnigma de lAbwehr. Une section ISK (Intelligence Services Knox) est mise sur pied dans la Hutte 16, pour décrypter les trafics de l'Abwehr. Début 1942, Knox, très malade, est remplacé par Peter Twinn. À la fin de la guerre, l'ISK a décrypté 140 800 messages. 
Les renseignements obtenus confirment, paraît il, le succès des opérations « Double-Cross » et « Fortitude ». L'opération « Double-Cross », entreprise par le MI5 et le MI6, supervisait le retournement des agents de l'Axe infiltrés au Royaume-Uni et l'intoxication du contre-espionnage allemand par des agents alliés en Europe occupée. L'Opération « Fortitude » visait à persuader le commandement allemand que le débarquement n'aurait pas lieu en Normandie mais dans le Pas de Calais.

#### Hutte 18
La Hutte 18 abrite l'ISOS (Intelligence Service Oliver Strachey).  Il traite le trafic phonie et les chiffres manuels de l'Abwehr. Strachey a fait la Grande Guerre comme officier de renseignement de l'armée de terre (MI1), avant d'entrer au GC&CS. En 1934, Strachey et Hugh Foss ont brisé un des nombreux codes japonais, celui des attachés navals. À BP, Strachey est à la tête de sa propre section, décryptant les chiffres manuels de l'Abwehr liés à l'opération « Double Cross ». Le premier décryptage remonte au 14 avril 1940.
Début 1942, Strachey part pour Ottawa, comme chef cryptographe de l'Examination Unit, équivalent canadien du GC&CS. Il emporte des codes diplomatiques français et japonais, début de la coopération anglo-américaine. Strachey ne connait rien au japonais, mais il contribue au décryptage des codes nippons : il sont basés sur des manipulations de nombres de quatre ou cinq chiffres. Il est remplacé par Denys Page.

#### Hutte 5
La Hutte 5 traite les chiffres manuels des polices allemandes. Dans les trafics interceptés, six messages émis entre le 18 juillet et le 12 septembre 1941, décryptés sans difficulté, sont envoyés à Menzies, qui les montre à Churchill. Ces textes sont des échanges entre Erich von dem Bach-Zelewski, Kurt Daluege et Friedrich Jeckeln ; ils rendent compte du nettoyage des arrières des lignes allemandes en URSS ; ils font apparaître que les SS, ainsi que les unités de police ordinaire, massacrent, non seulement les soldats isolés et les partisans, mais encore les « pillards juifs » et « bolchéviques juifs ». En juillet, il y eut quelques dizaines de meurtres ; en août, des milliers. Les juifs sont tués parce qu'ils sont juifs. Le ton des rapports implique qu'il ne s'agit pas d'excès de zèle, mais de l'exécution d'ordres reçus.
Le 24 août 1941, Churchill parle à la BBC, s'en tient aux généralités, de peur de trahir ses sources : il dénonce 
Peu après, Kurt Daluege donne quand même l'ordre d'expédier tous les rapports par courrier.

#### Bloc C
Le Bloc C (au début, la Hutte 7) est plus qu'un fichier central de cartes perforées (en anglais cartes Hollerith, du nom d'un inventeur, Herman Hollerith). C'est une usine qui emploie plus de trois cents personnes : Wrens (recrues féminines de la Royal Navy), aviateurs, mais aussi civils (surtout des femmes). Elles sont dirigée par Frederic Freeborn, assisté de Ronald et Norman Whelan, détachés par la Hollerith Company. Plus tard, des officiers de l'US Army prendront le commandement. 
De toutes les huttes, affluent les messages ; ils sont convertis sur des cartes perforées ; ces cartes sont triées, reliées en accordéon, et expédiées aux huttes. Leur exploitation fait gagner un temps précieux. Un atelier répare les machines Hollerith endommagées. D'autres ateliers fabriquent des carnets de clefs blocs (one-time pads) pour la Royal Navy et des livres de codes pour la RAF. Ces documents servent à la diffusion très contrôlée des renseignements Ultra.

#### Bloc F
Le Bloc F est chargé de décrypter les trafics du haut commandement allemand. Son nom de code anglais est « Tunny ». Ces trafics sont cryptés au moyen de la machine de Lorenz. Dès octobre 1941, une équipe est formée : elle est animée par le major Ralph Tester, chef comptable d'Unilever, composée du capitaine Jerry Roberts, 21 ans, diplômé en français et en allemand du London University College, du capitaine Peter Ericsson et du major Dennis Oswald. Tous parlent allemand couramment. Ils adoptent une méthode de décryptage manuel, baptisée « Testery ». Au bout d'un an de Testery, un million et demi de textes ont été décryptés à la main. L'équipe reçoit le renfort de Max Newman, allemand d'origine, maître de conférences en mathématiques à Cambridge depuis 1924, et ami de Turing.
Newman convainc la hiérarchie qu'il peut concevoir un décryptage assisté par des moyens mécaniques. Il met en chantier une étrange machine, la Heath Robinson, du nom d'un auteur de dessins animés fou d'engins bizarres. La méthode est baptisée « Newmanry ». À compter de février 1944, le calculateur électronique Colossus entre en service, conçu par Newman et construit par Tommy Flowers, ingénieur du Post Office. En 1945, le bloc F héberge plus de cent personnes, de toutes qualifications, qui travaillent, en 3/8, sur une variété de machines Robinson et dix Colossus.

#### Les «bombes»
Les premières « bombes » sont montées à BP, dans une hutte. Les suivantes, beaucoup trop nombreuses, sont délocalisées à Wavendon et à Gayhurst. Gardé par les Royal Marines, chaque centre héberge de 150 à 500 Wrens, choisies pour leur excellente vue. Ces recrues féminines travaillent par cycle de quatre semaines. La première, de 8 h à 16 h. De 16 h à minuit la seconde. De minuit à 8 h la troisième. La quatrième, huit heures de travail, huit de repos. Suivent quatre jours de permission.
Les « bombes » sont des meubles de huit pieds de haut sur sept de large. La face avant présente des rangées de tambours de couleurs, cinq pouces de diamètre sur trois d'épaisseur. Dans chaque tambour, il faut lisser à la pince un fouillis de balais métalliques, afin d'empêcher les courts-circuits. La face arrière est une jungle de câbles et de fiches repérés par des lettres et des chiffres. Chaque engin est baptisé du nom d'une ville du royaume ou du Commonwealth. La maintenance est assurée par la RAF.
Les fameux « menus » sont des schémas d'enfichage. Les tambours choisis sont désignés par des codes : Shark, Porpoise, Phoenix, etc. La préparation doit être minutieuse, et faite à toute allure. Un mauvais réglage et la machine plante. Les tambours tournent, chaque rangée à une vitesse différente, dans un grand bruit. Tout d'un coup, une des bombes stoppe. Les combinaisons sont téléphonées à BP qui, parfois, rappelle : « Fin du job. Démonter machine. ». Les opératrices savent qu'elles testent les clefs de cryptage de différents trafics. Elle ne verront aucun message. Churchill rendra hommage à « ces poules qui pondent si bien sans jamais caqueter ».

#### Hutte 2
La Hutte 2 abrite un foyer. Le lait, le thé, le sucre, le beurre étaient rationnés, le chocolat, les cigarettes très recherchés. Les plats et les boissons ne satisfaisaient personne. Gordon Welchman allait en ville, où l'on trouvait encore du Fish & Chips, mais il faut apporter le papier journal. Le buffet de la gare sert un mauvais café. Dans les pubs, il n'y a plus de gin ni de whisky, seulement du sherry.
Au manoir, un lounge peut offrir du thé ou du café. Le café n'est pas rationné, mais « la potion magique des Britons » est rare. Le lait en poudre fait des grumeaux. La porcelaine manque. Chef de la section Air Force, Josh Cooper buvait son café dans le parc en parlant tout seul, et jetait les tasses dans le lac. Tout disparaissait, vaisselle et couverts. Les usagers devaient apporter leur tasse. Turing enchaînait sa chope de thé à un radiateur, grâce à un cadenas à chiffre ; évidemment, la combinaison sera éventée par les décrypteurs ; la chope de thé disparaîtra puis reviendra…
Le foyer de la Hutte 2 servait de la bière et de petites doses de gin et de whisky. Pendant les pauses, on discutait de n'importe quoi, sauf du travail en cours. Au début, on pouvait y passer la pause thé ou café de l'après-midi. Mais le couloir d'accès était souvent obstrué par les clients. Les chefs de hutte envoyaient à la cantine leurs jeunes, qui ramènaient des fontaines d'un thé bouilli, orange, capacité 70 tasses. Les fontaines à thé disparurent. Turing mit un baril de cidre en perce dans un coin de la Hutte 4.

## Après guerre
À la fin de la guerre, une grande partie de l'équipement est détruit. Le site est morcelé entre plusieurs propriétaires, British Telecom, Civil Aviation Authority, PACE (Property Advisors to the Civil Estate). En 1987, le GCHQ (Government Communications Headquarters) quitte BP.
Le siège local de la Poste et l'école de formation de l'Est étaient situés dans le parc. Plus tard, une partie du collège national de gestion de British Telecom fut déplacée de Horwood House à BP. Il y eut aussi une école de formation d'enseignants.
En 1991, le site était presque désert. Les bâtiments du GC&CS risquaient la démolition.

## Fiducie de Bletchley Park
Le 10 février 1992, le Conseil de l’arrondissement de Milton Keynes décrète zone de conservation la plus grande partie du parc. Trois jours plus tard, la fiducie de Bletchley Park (Bletchley Park Trust) est créée, afin de conserver le site en tant que musée du GC&CS. Basée sur le bénévolat, la fiducie compte sur le public pour rester active.
En 1993, le site s'ouvre aux visiteurs. En juillet 1994, le musée est inauguré par Son Altesse Royale le Duc de Kent, président honoraire. En mars 1998, Christine Large est nommée directrice de la fiducie. Le 10 juin 1999, la fiducie conclut avec le propriétaire un accord qui donne à la fiducie le contrôle d'une grande partie du site.
En octobre 2005, le milliardaire américain Sidney Frank fait don de 500 000 £ au Bletchley Park Trust, afin de financer un nouveau centre scientifique dédié à Alan Turing. Le 1er mars 2006, la fiducie annonce que Simon Greenish travaillera aux côtés de Mrs Large. Il la remplace le 1er mai 2006.
En mai 2008, la fondation de Bill & Melinda Gates rejette une demande de fonds, parce que BP ne finance pas de projets technologiques basés sur Internet. BP ne reçoit aucun financement externe, il a besoin de soutiens financiers. Directeur du BP Trust, Simon Greenish déclare : « Nous survivons tout juste. L’argent - ou son absence - est notre gros problème. Je pense que nous aurons deux à trois années de survie, mais nous avons besoin de ce temps pour trouver une solution. »
Le 24 juillet 2008, plus d'une centaine d'universitaires signent une lettre au Times condamnant l’indifférence dont est victime le site,. En septembre 2008, PGP, IBM et d'autres entreprises technologiques annoncent une campagne de collecte de fonds afin d'entretenir les installations.
Le 6 novembre 2008, on annonce que l'English Heritage fait don de 300 000 £ pour  l'entretien des bâtiments de BP, et qu'un autre don de 600 000 £ est en négociations.
Au début de 2009, le conseil municipal de Milton Keynes organise un vote public, pour savoir s’il doit contribuer. La réponse est un yes massif.
En juillet 2009, le gouvernement annonce que les anciens de BP seront officiellement honorés par le port d'un insigne commémoratif.
En octobre 2009, l’Heritage Lottery Fund annonce un premier financement de la fiducie de Bletchley Park pour le développement des musées, et accorde 460 000 £ pour une étude détaillée. Les conclusions sont présentées à la mi-2011 : afin de sécuriser les bâtiments, 4,1 millions de livres sterling sont nécessaires, et sous réserve que la Fiducie lève 1 000 000 £ nécessaires au cofinancement de l'offre.
Sue Black et d'autres utilisent Twitter et d’autres médias sociaux pour accroître la transparence des financements de BP.
En octobre 2011, BP obtient une subvention de 4,6 millions de £ de l’Heritage Lottery Fund, « afin de terminer la restauration du site et de raconter son histoire, par les moyens les plus modernes. », à condition que 1,7 million de £ soient levées par la fiducie de BP,. En juin 2012, la fiducie réunit 2,4 millions de £, afin de débloquer les subventions de restauration des Huttes 3 et 6, et pour développer le centre d'exposition du Bloc C.
Fin janvier 2012, le colonel Iain Standen, jeune retraité du Royal Corps of Signals, prend la direction de la fiducie.

## Attractions du musée

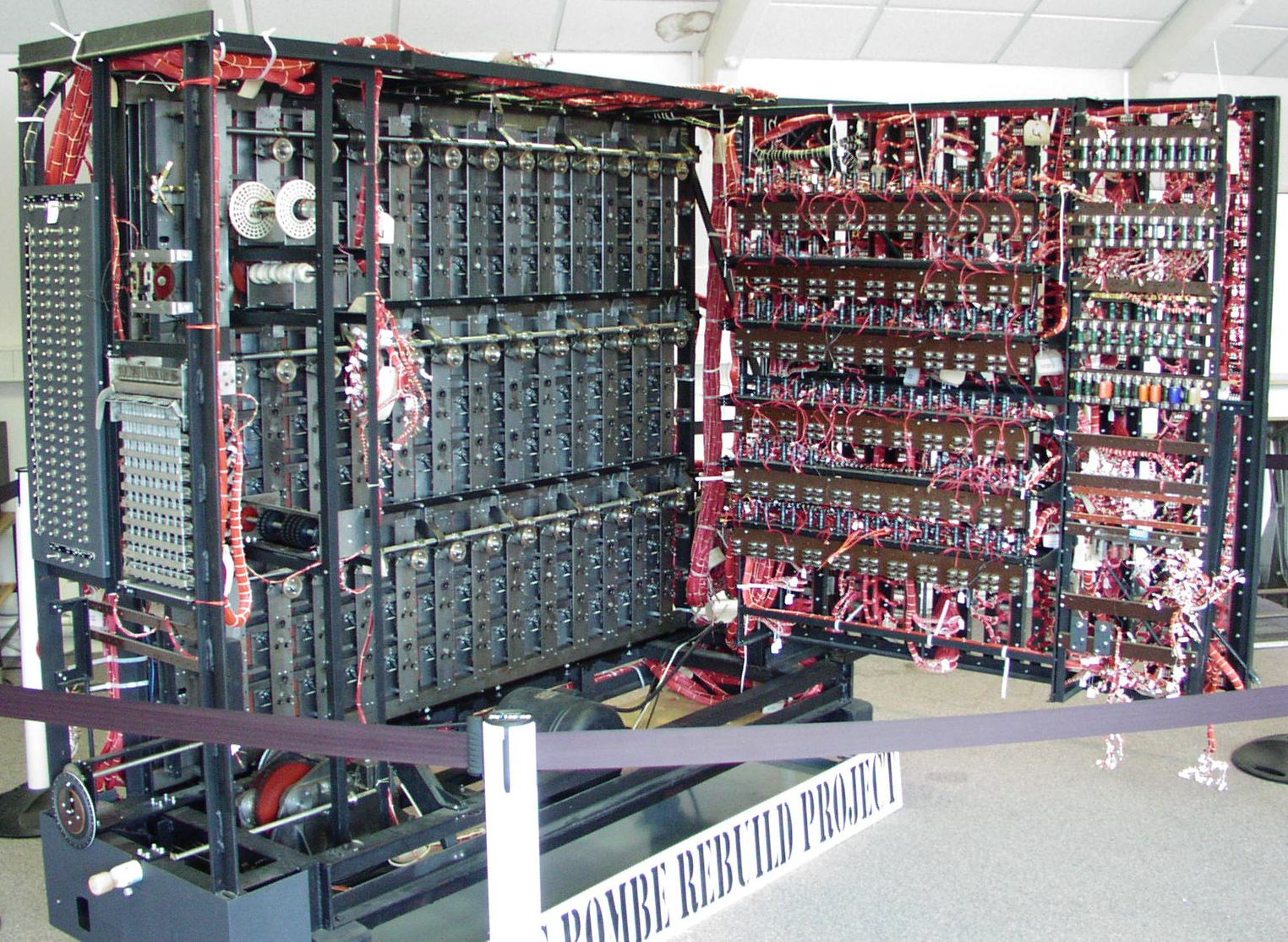
L’arrière de la bombe reconstruite.

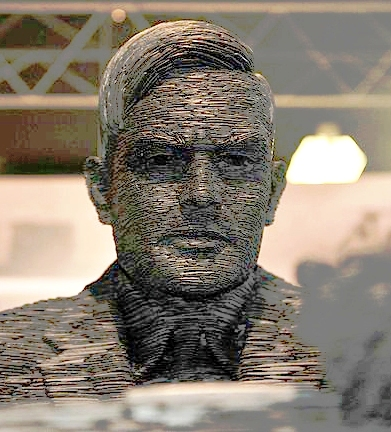
Statue d'Alan Turing réalisée par Stephen Kettle en 2007.

La principale collection concernant l'effort de décryptage de la guerre est dans la salle d'exposition du Bloc B. On y voit notamment une « bombe » reconstruite, et une collection  d'Enigma. 
Cette collection comprend une statue grandeur nature (1,5 t) d'Alan Turing par Stephen Kettle, dévoilée en 2007. Cette statue a été fabriquée à partir d'environ un demi-million de morceaux d'ardoise du Pays de Galles, sur commande du milliardaire américain Sidney Frank.
Le parc abrite d'autres expositions :
- Le manoir lui-même, ouvert aux visites le dimanche et les jours où il ne sert pas aux réceptions privées ;
- La collection Churchill : souvenirs de Winston Churchill ;
- Projection d’images de la fiducie : collection de matériel de cinéma d’époque et une petite salle projetant des courts métrages de la Seconde Guerre mondiale ;
- Une collection de jouets et de souvenirs : petits soldats, de trains miniatures, modèles réduits de véhicules des années 1930 et autres jouets, poupées et ours en peluche ;
- Le garage de Bletchley Park : des voitures, dont deux autos Austin Motor Company des années 1930 montrées par le film The Eagle Has Landed ;
- La poste de Bletchley Park : reconstitution du bureau de poste des années 1940, adresse fictive des employés de BP ; la boutique de cadeaux vend des timbres de collection ;
- Le service TSF diplomatique : authentique équipement fixe de transmission sans fil, tel qu'il était mis en œuvre à BP pendant la guerre ;
- L'exposition du front de l'intérieur : très populaire auprès des groupes scolaires, cette exposition montre le rationnement, l'évacuation des villes, le Blitz, le jour de lessive en temps de guerre, et le « Make Do & Mend (Fais Avec & Ravaude) » ;
- L'exposition maritime : exposition du Leighton Buzzard Model Boat Club qui propose de nombreux modèles réduits de navires de guerre et de commerce ;
- L’American Garden Trail qui célèbre les liens noués à Bletchley Park pendant la guerre, entre le Royaume-Uni et les États-Unis ;
- Prise de Pegasus Bridge (pont de Bénouville) par les aéroportés du Oxford & Bucks Light Infantry, dans la nuit du 5 au 6 juin 1944 : exposition d'objets, documents, souvenirs, maquettes et cartes ;
- 65e Nachrichten Abteilung : bataillon allemand de transmissions de la Seconde Guerre mondiale, montrant une station d'émission/réception, avec de nombreux articles d'origine, dont une machine Enigma ;
- Les pigeons et la guerre : rôle héroïque des pigeons en temps de guerre. Au cours de la Seconde Guerre mondiale, la Grande-Bretagne en comptait environ 250 000 ;
- Le coin des enfants.

### Musée national de l'informatique

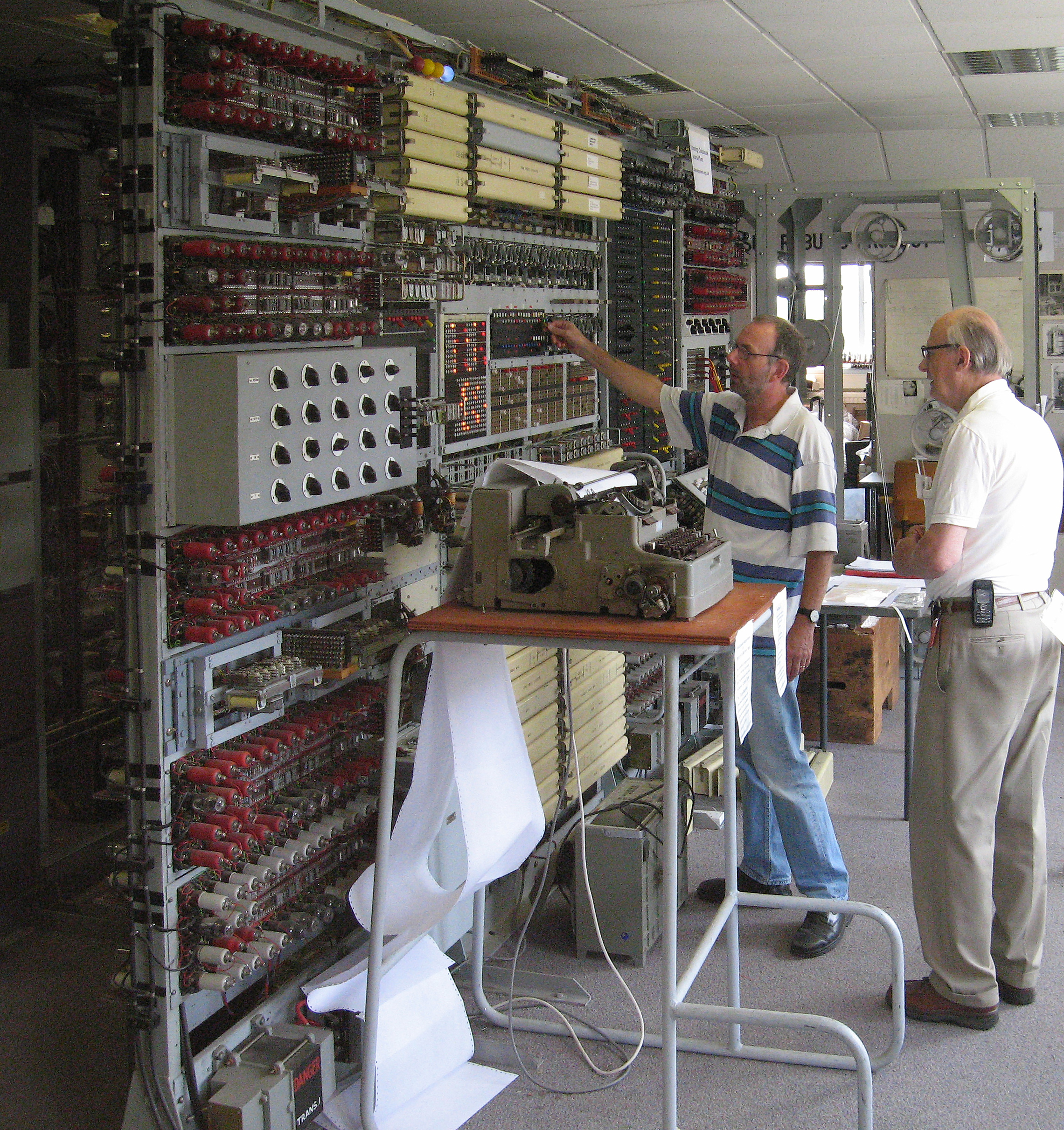
Tony Sale devant l'ordinateur Colossus reconstruit.

En 2008, le musée signe un bail de 25 ans pour la location du bloc H du parc, afin de créer ce musée national de l'histoire de l'informatique. Les deux fiducies sont des entités juridiques distinctes.
Le musée comprend la reconstruction (en cours) d'un ordinateur Colossus par l'équipe de Tony Sale, ainsi que de nombreux exemples de machines de calcul britanniques.

### Centre de la radio nationale de la RSGB
En avril 2008, le directeur général de la Radio Society of Great Britain annonce que la RSGB va déménager son quartier général public, y compris sa bibliothèque, sa station de radio, son musée et sa librairie, à Bletchley Park.
Le RSGB projettait d'ouvrir le Pavillon RSGB entre la fin de l'été et le début de l’automne 2008. Mais la rénovation du bâtiment alloué aurait coûté trop cher. En avril 2010, un bâtiment neuf est construit à un autre endroit. Le centre de la radio nationale est officiellement inauguré le 11 juillet 2012, par Ed Vaizey, ministre de la Culture, de la Communication et des Industries créatives.

## Dans la culture populaire

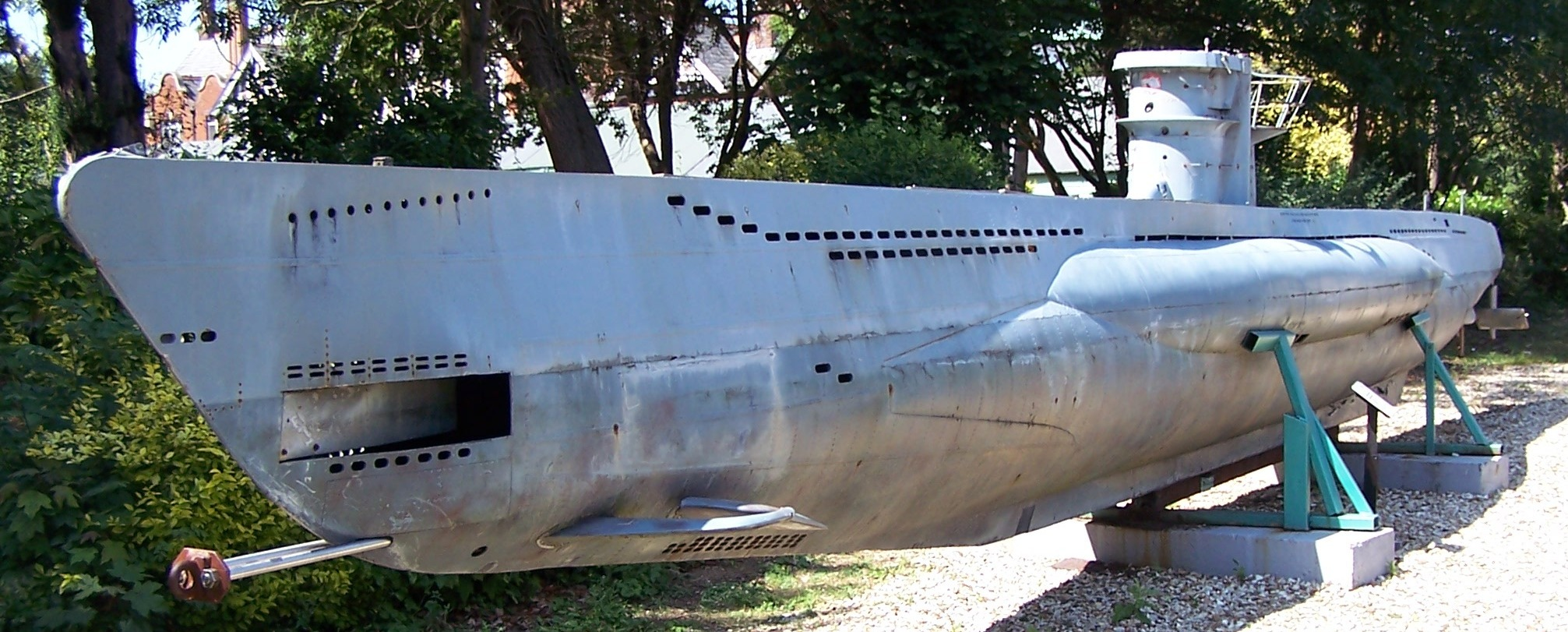
Une reproduction à l'échelle d'un U-boot allemand de la Seconde Guerre mondiale, utilisé dans le film Enigma, et plus tard donné au musée de Bletchley Park.

- Bletchley Park est la vedette du livre Enigma et son adaptation cinématographique de 2001 ; le tournage a eu lieu à Chicheley Hall.
- Le pilote du sitcom sur les décryptages de la Seconde Guerre mondiale, Satsuma & Pumpkin, a été enregistré à Bletchley Park en 2003. En vedette, Bob Monkhouse, dans son dernier rôle à l'écran. La BBC a refusé de produire le spectacle et de le développer davantage, avant de créer, quelques années plus tard, sur Radio 4, l'émission Hut 33 qui met en vedette certains des mêmes comédiens.
- Certaines parties non diffusées du pilote ont été visibles dans des documentaires concernant Bob Monkhouse, sur ITV et la BBC, en 2010[109].
- Le sitcom de la station BBC Radio 4 « Hut 33 »[110] et le jeu Breaking the Code (Casser le code) se sont également déroulés à Bletchley Park.
- Dans la série Danger UXB de la télé ITV, Steven Mount, cryptanalyste de Bletchley Park, a été acculé à la dépression nerveuse (peut-être au suicide), tant le rôle était stressant et répétitif.
- Dans la série Torchwood de la BBC, le personnage de Toshiko Sato révèle avoir un grand-père qui a travaillé à Bletchley Park jusqu'au bombardement de Pearl Harbor par le Japon.
- Bletchley Park est décrit dans le roman Cryptonomicon de Neal Stephenson.
- Bletchley Park a captivé l'attention du grand public par la série documentaire Station X en 1999.
- Bletchley Park joue un rôle important dans le livre de Connie Willis All Clear.
- Titrée Bletchley Park, une mission du jeu vidéo russe Death to Spies: Moment of Truth se déroule dans une reconstruction partielle du parc, avec des points de repère et des huttes soigneusement reproduits. Le scénario ne cite pas Enigma : dans une autre mission du jeu, le joueur est chargé de voler la machine Enigma d'un sous-marin allemand.
- Enquêtes codées (ITV) relate les enquêtes de quatre ex-casseuses de code de la hutte 4 de Bletchley Park[111],[112].
- Une grande partie de l'action du film Imitation Game (2014) centré sur l'activité d'Alan Turing pendant la Seconde Guerre mondiale, se déroule à Bletchley Park[113].
- Dans la bande-dessinée Blake et Mortimer Le Bâton de Plutarque, une partie de la bande-dessinée se passe à Bletchley Park.
- Bletchey Park est au cœur du livre Le code Rose, de Kate Quinn, qui retrace le parcours réinventé de 3 personnages de BP.